# Mont Blanc

Mont Blanc en recreación tridimensional.

El Mont Blanc o Monte Bianco —orónimo en francés e italiano, respectivamente; traducido al español como ‘Monte Blanco’— es la montaña granítica culminante de los Alpes, con una altitud oficial de 4805.59 m s. n. m. (metros sobre el nivel del mar) según la última medición del 5 de octubre de 2023. Es el punto más elevado de la Unión Europea y uno de los más altos del resto de Europa, superado solo por varias montañas de Rusia y Georgia como el Elbrús (5642 m s. n. m.).
Rodeado de valles con numerosos glaciares, el Mont Blanc forma parte del macizo homónimo que se extiende entre las demarcaciones del valle de Aosta, en Italia, y de Alta Saboya, en Francia. Las ciudades más pobladas cercanas al Mont Blanc son Chamonix-Mont-Blanc y Saint-Gervais-les-Bains, situadas en Francia, y Courmayeur en Italia.
La situación de la cima es compartida entre Italia y Francia por un tratado internacional de 1860, aunque desde entonces se mantiene cierta controversia y diferentes fuentes cartográficas atribuyen enteramente la ubicación a uno de los dos países. Así, los mapas del Instituto Geográfico Nacional de Francia incluyen toda la cumbre dentro de las propias fronteras, lo que contrasta con el mapa geográfico del Archivo de Estado de Turín, según el cual la cima es íntegramente italiana.
Numerosos glaciares se encuentran a su alrededor: al sur los glaciares de Freney, de La Brenva, de Miage, del Mont Blanc y de Brouillard, y al norte, los glaciares de Bossons y de Taconnaz. En 1957 se inició la construcción del túnel de Mont Blanc (se terminó en 1965), que tiene 11.6 km de largo y es una de las mayores rutas de transporte transalpino, ya que une a Italia y Francia. El macizo del Mont Blanc es la cuna del alpinismo, cuyas expediciones empezaron hacia el siglo xviii, siendo un destino de referencia en Europa para la práctica del senderismo, el esquí y el snowboarding.

## Historia

### La montaña maldita

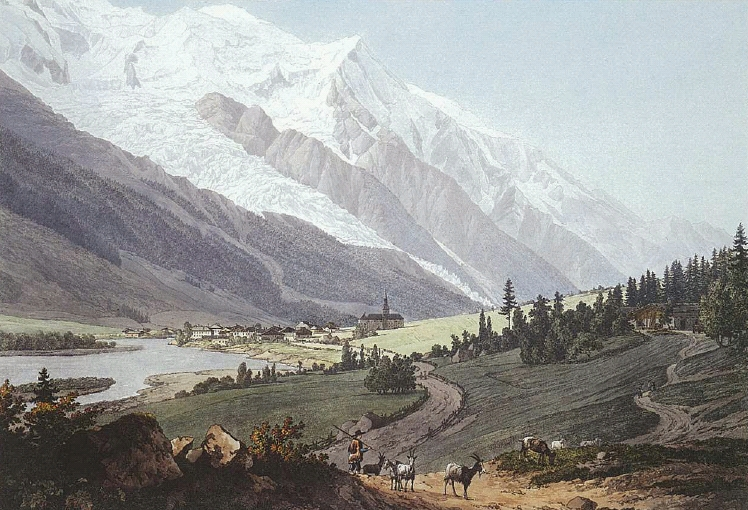
La iglesia parroquial de Chamonix, el Mont-Blanc, la Aguja de Gouter y el glaciar de Bossons pintados por el pintor y grabador suizo Jean-Antoine Link a finales del.

En 1644, los habitantes del valle llamaron al obispo para que realizara una procesión y exortizara al glaciar, debido a su avance. Hasta el siglo XVIII, los habitantes de la región la denominaban habitualmente Montaña maldita. De hecho, una montaña del macizo aún mantiene esta denominación, el monte Maldito.
Un mito cuenta que existía un reino encantado en la cumbre, donde estaba la reina de las hadas, la «diosa blanca», que vivía en prados verdes e hilaba el destino de los habitantes del valle. Según las creencias de la época, estas entidades divinas debían ser respetadas y veneradas, ya que las cumbres emitían un tipo de influencia, una fuerza sobrenatural, que guiaba a los hombres sin que ellos lo supieran y cuya influencia podía ser buena o mala, según los casos. Con el cristianismo se consideró a estas divinidades como demonios invisibles y hostiles.
En el verano de 1741, el viajero inglés William Windham, que ya había realizado expediciones en Egipto y en Oriente, organizó junto con Richard Pococke una expedición de descubrimiento al valle de Chamonix, que tenía entonces la reputación de ser un lugar inhóspito y peligroso. Cuando llegó, se maravilló del aspecto del valle y de los precipicios que, según él, «podían espantar las almas más firmes». Subieron hasta el lugar llamado Montenvers, en el lateral del glaciar que Windham bautizó como mer de Glace, y fueron los primeros en observarlo y mostrar el interés que representan los glaciares. Windham recogió también algunas leyendas de los lugareños que afirmaban que por la noche, sobre los glaciares, se efectuaban fiestas de brujos que bailaban al son de la música. Con el racionalismo de finales del siglo XVIII, y al triunfar el materialismo del siglo XIX, se perfeccionaron los conocimientos científicos sobre la montaña y se intensificaron las exploraciones.

### Expediciones y pioneros

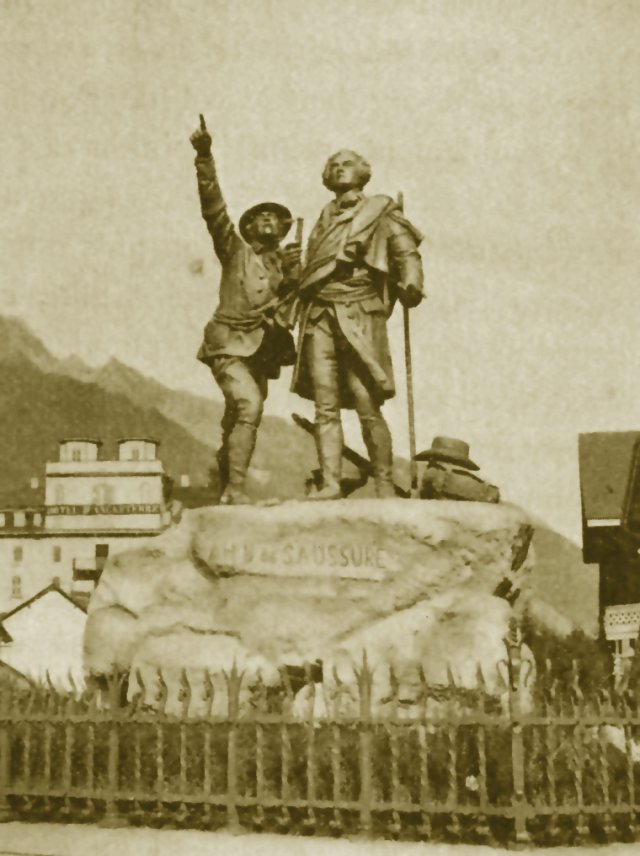
Monumento en Chamonix-Mont-Blanc en honor a Horace-Bénédict de Saussure junto a Jacques Balmat.

En 1760 un científico de Ginebra, Horace-Bénédict de Saussure, ofreció 20 táleros a los primeros montañeros que consiguiesen encontrar una ruta hasta la cumbre del Mont Blanc, la cual llevaba tiempo observando durante las anteriores expediciones que había realizado al macizo. Se sucedieron varios intentos hasta que el día 8 de agosto de 1786, dos aficionados bien entrenados de Chamonix, Jacques Balmat (buscador de cristales de veinticuatro años) y el doctor Michel Gabriel Paccard, quien quería observar el comportamiento de un barómetro aneroide a esa altitud, subieron hasta la cumbre pasando por Grands Mulets y bajaron sanos y salvos, siendo ésta la primera ascensión. La expedición fue considerada en su tiempo absolutamente extraordinaria, también debido al aura de supersticiones, leyendas y tabúes que rodeaban a la montaña. En la cima se quedaron durante media hora, el tiempo suficiente para que Paccard pudiera comprobar la acción de la presión atmosférica con el barómetro de Evangelista Torricelli, confirmando la teoría de Blaise Pascal (y repitiendo el experimento llevado a cabo a su instancia por Florin Périer, su cuñado) sobre la reducción de la presión al aumentar la altitud.
Un año después, el 3 de agosto de 1787, el promotor de esta aventura, Horace-Bénédict de Saussure, pisó también la cumbre, acompañado por su criado, Jacques Balmat y dieciocho personas entre guías de Chamouni y portadores para llevar diversos equipos científicos. En la cima mandó instalar una tienda de campaña antes de proceder al cálculo de la altitud, efectuando mediciones que sirvieron como primera aproximación sobre la altitud de la cima. Entre todos transportaban víveres, una escalera, una cama, una estufa y un laboratorio científico con higrómetros, barómetros, termómetros y otros instrumentos de medición. Tras esta expedición y otras dedicadas a la geología, la botánica y la cristalografía de los Alpes, escribió libros como Relation abrégée d'un voyage à la Cime du Mont-Blanc: en août 1787 y Voyages dans les Alpes.
La primera mujer en alcanzar la cima fue Marie Paradis, el 14 de julio de 1808, acompañando a Jacques Balmat. La segunda ascensión femenina fue la de la alpinista y periodista Henriette d'Angeville, el 4 de septiembre de 1838, que publicó un diario de su ascensión. En cuanto a la primera ascensión invernal femenina, fue la de Isabella Stratton en 1876.
El 6 de agosto de 1864, el geólogo y alpinista Felice Giordano fue el primero en efectuar la ascensión por la parte más abrupta, en la vertiente italiana, mientras que la primera ascensión invernal por esta vertiente la realizó Quintino Sella, el 5 de enero de 1888. Achille Ratti, el futuro Pío XI, trazó en 1890 la vía normal de la vertiente italiana, contribuyendo así a dar a conocer la ciudad de Courmayeur, desde donde parte dicha ruta.
El 11 de febrero de 1914, Agénor Parmelin fue el primer aviador en sobrevolar el macizo y Marguette Bouvier fue la primera mujer en descender con esquís, en 1929. Jean Moine fue el primero en aterrizar con un helicóptero sobre la cima, con un Bell 47 G en 1955. Otros hechos importantes han sido: cuando el piloto Henri Giraud aterrizó sobre la cima en apenas 30 metros, el 23 de junio de 1960; el primer despegue con un ala delta por Rudy Kishazy en 1973; el primer despegue con parapente por Roger Fillon en 1982; y el primer aterrizaje con un paracaídas por Tony Bernos en 1986.

### El primer accidente mortal y la creación de las compañías de guías
El primer accidente mortal del que se tiene constancia se produjo en 1820, durante la décima ascensión. Era una expedición científica bajo la dirección del doctor Hammel y después de pasar dos noches y un día en Grands Mulets, los clientes exigieron subir a la cumbre a pesar de una meteorología desfavorable. Los trece guías no se pudieron negar. Mientras ascendían se produjo una avalancha que sepultó a los tres guías de cabeza, cuyos restos se encontraron en 1861, todavía bien conservados, más abajo, en el glaciar de Bossons. Tras este accidente, que conmocionó a la opinión pública, los guías se unieron, y el 9 de mayo de 1823 tras un manifiesto de la Cámara de Diputados de Turín, aprobado por Carlos Félix de Cerdeña, se hizo oficial la creación de la Compañía de Guías de Chamonix. Hoy en día, la Compañía cuenta más de 150 miembros profesionales, guías y acompañantes. Siguiendo el mismo modelo, en 1850 fue fundada la Sociedad de Guías Alpinos de Courmayeur (Società delle Guide Alpine Courmayeur); y en 1864 la Compañía de Guías de Saint-Gervais.

### Creación del Pelotón de Gendarmería de Alta Montaña

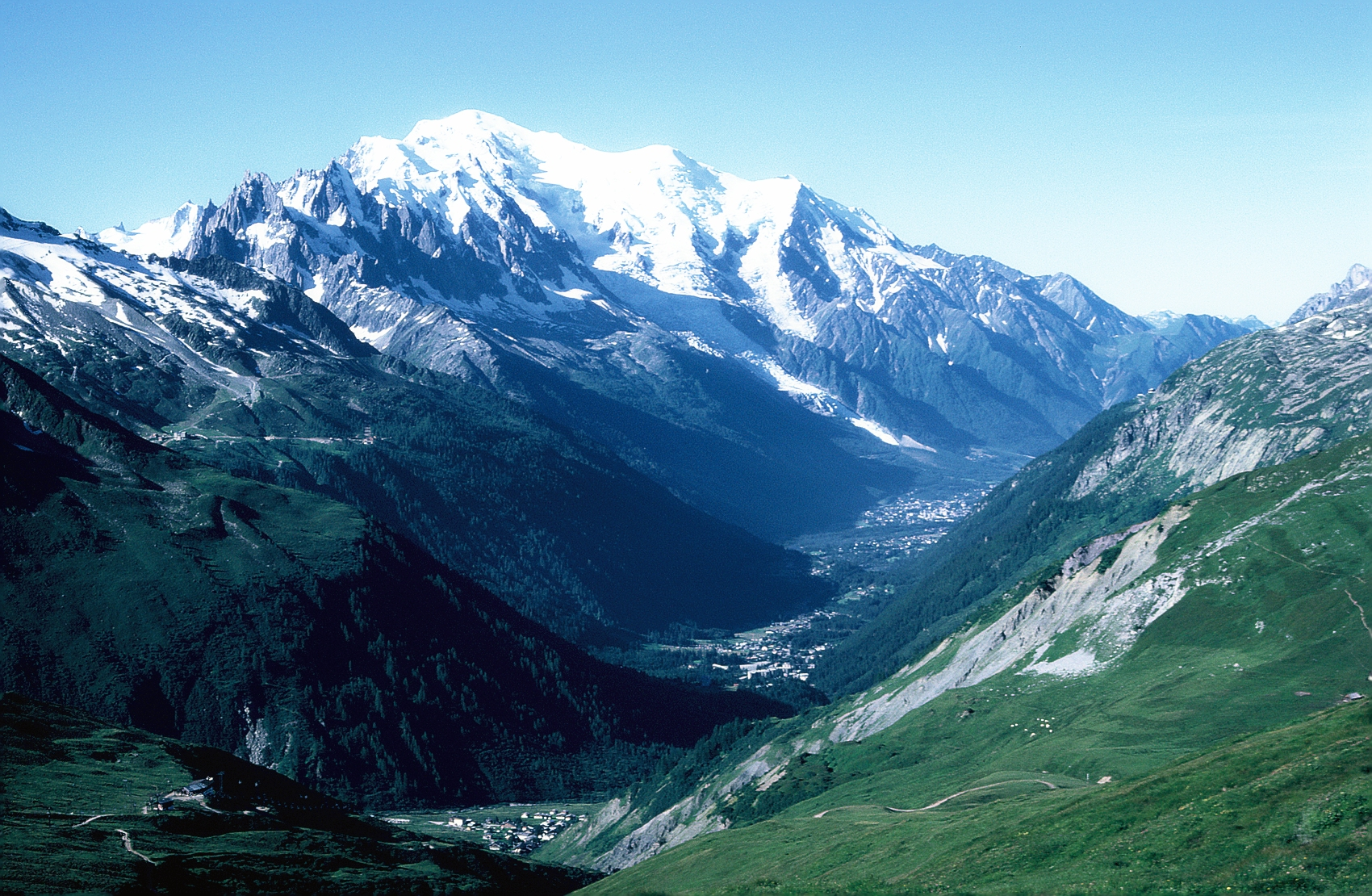
Vista del Mont Blanc con el valle de Chamonix.

En diciembre de 1956, dos jóvenes alpinistas, Jean Vincendon, un francés de 24 años, y François Henry, un belga de 22 años, proyectaron la ascensión invernal del Mont Blanc por el glaciar de la Brenva. Salieron el 22 de diciembre de 1956, pero al comienzo de su subida la meteorología empeoró, por lo que decidieron volver atrás. Sin embargo, se cruzaron con el italiano Walter Bonatti, que los animó a continuar la marcha.
Aquí empezó un calvario de cinco días a través de la cumbre de La Brenva, mientras más de doscientos periodistas acudieron para mantener informada a toda Francia y Bélgica sobre la situación. Los guías declararon el 26 de diciembre: «¡No vamos a arriesgar nuestras vidas por estos imprudentes! Querer hacer La Brenva en invierno es una auténtica locura». Sin embargo, y aprovechando una calma momentánea del tiempo, un helicóptero Sikorsky 58 del ejército francés, con dos pilotos y dos socorristas, intentó salvarlos. Durante el vuelo se estrellaron y los socorristas decidieron salvar primero al piloto y al copiloto, poco curtidos en alta montaña. Les llevaron al refugio Vallot, pero antes de irse, proporcionaron a los alpinistas algunos alimentos y medicamentos para no dormirse.
La tempestad volvió, y se hizo imposible cualquier nueva expedición. El 3 de enero de 1957 las autoridades anunciaron el abandono de cualquier socorro y comunicaron a la familia la decisión. Esto provocó una conmoción en el montañismo, debido a la falta del deber del socorro en la comunidad de los guías. Finalmente, el 20 de marzo, la caravana de socorro descubrió los cuerpos de ambos alpinistas dentro del helicóptero. En aquella época eran la Compañía de los Guías de Chamonix, junto a la Escuela Nacional de Esquí y la Escuela Militar de Alta Montaña, los encargados de la seguridad. Se culpó a la Compañía de los Guías de Chamonix, que, sin embargo, habían dado la alarma en repetidas ocasiones sobre la cantidad de alpinistas aficionados a los que no podían hacer frente. A raíz de esta polémica y tras la circular conocida como Loi Montagne (Ley Montaña), se creó el Pelotón de Gendarmería de Alta Montaña (PGHM, por sus siglas en francés) el 1 de noviembre de 1958.

### El polémico trazado de la frontera

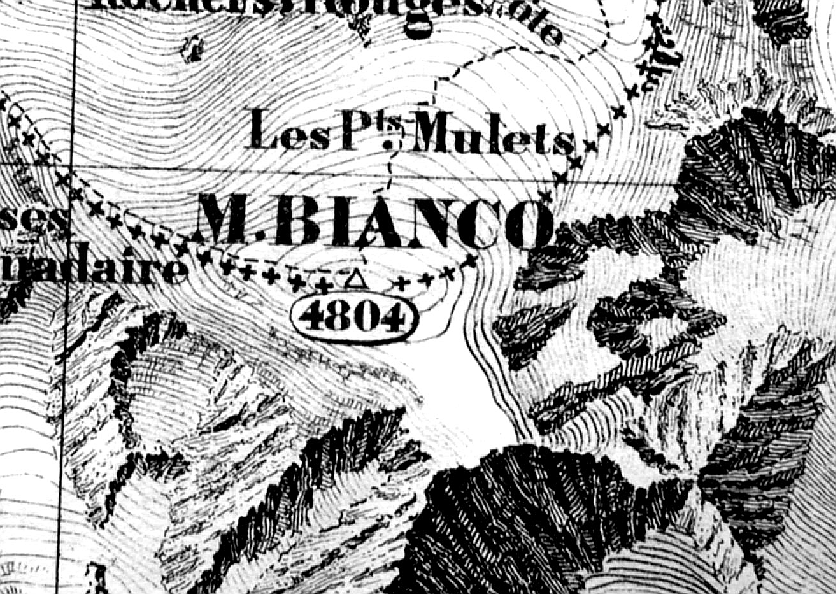
Carta topográfica del Atlas Sardo de 1869.

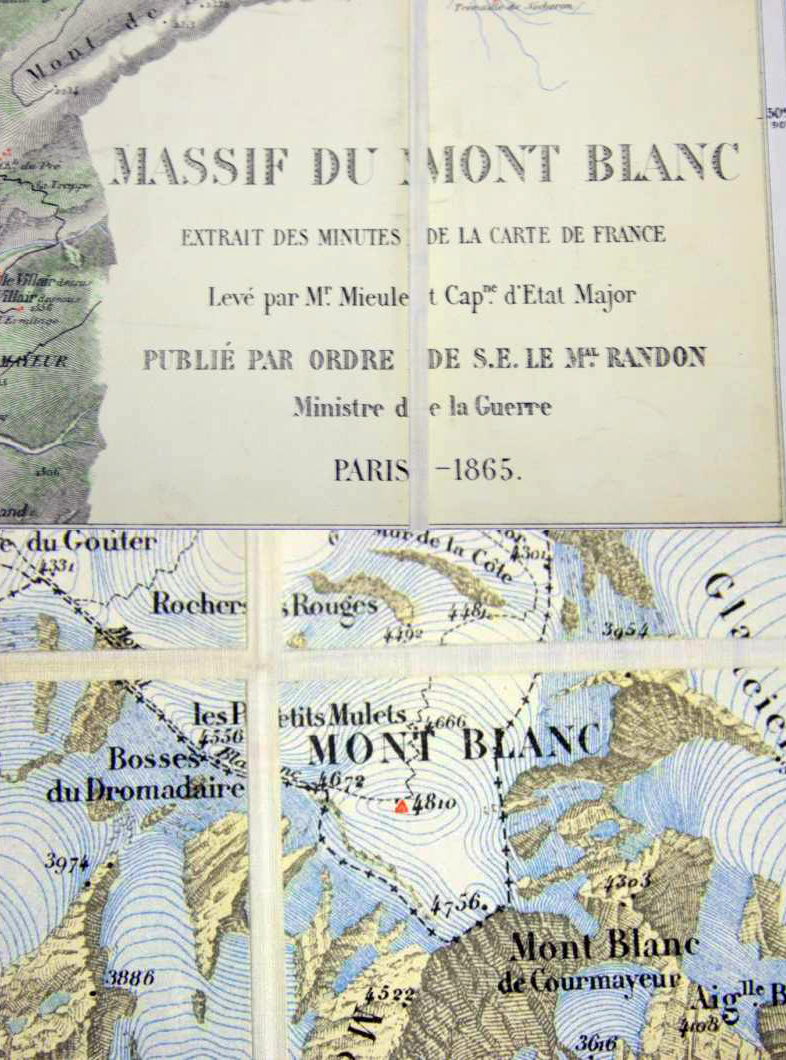
El mapa francés de 1865 desvía la frontera hasta la arista del Mont Blanc de Courmayeur.

La cima del Mont Blanc es compartida entre Italia y Francia, aunque se aprecian pequeñas diferencias según las fuentes cartográficas, puesto que los mapas del Instituto Geográfico Nacional de Francia incluyen toda la cumbre dentro de las propias fronteras, lo que contrasta con un documento del Archivo de Estado de Turín, según el cual la cima pertenece íntegramente a Italia. Tras un acuerdo bilateral firmado en 1860, el Tratado de Turín, en el cual se cedía Saboya a Francia, la cima del Mont Blanc se dividió entre los dos estados, siguiendo la línea divisoria de las aguas. Junto al tratado se unió un mapa bastante impreciso, pero que mostraba claramente que la cima era compartida.
Sin embargo, en 1865 un cartógrafo del ejército francés, el capitán Jean-Joseph Mieulet, publicó en su país un mapa topográfico que atribuía la cima del Mont Blanc enteramente a Francia, originando de este modo las diferencias cartográficas. En este mapa, la frontera dibuja un codo que rodea el Mont Blanc para establecer la frontera en la cima del Mont Blanc de Courmayeur. Los mapas italianos, particularmente el Atlas Sardo de 1869, muestran el mapa como en el tratado. A su vez existe una orden administrativa francesa del 21 de septiembre de 1946 en la que se divide el sector de Dôme du Goûter y del Mont Blanc entre las comunas de Saint-Gervais-les-Bains, Les Houches y Chamonix-Mont-Blanc. Esta orden reparte la cumbre entre los municipios de Chamonix y de Saint-Gervais-les-Bains.
A partir de 1988, una comisión mixta franco-italiana empezó a reunirse para intentar definir la frontera. En 1995, las autoridades italianas enviaron un informe a las francesas para mostrar su posición en el asunto y constatar que estas dificultades superaban el ámbito de competencia de la comisión, sugiriendo que la cuestión debía ser examinada por los ministerios de Asuntos Exteriores de ambos países. Ese mismo año, el embajador Antonio Napolitano, jefe de la delegación italiana, reivindicó para su país la propiedad de la cima, como habían hecho anteriormente cartógrafos franceses y suizos. El Ministerio francés respondió, un año más tarde, que los mapas topográficos del tratado de 1860 fueron destruidos durante la ocupación alemana. En 1999, el gobierno italiano envió una copia de la Convención de Delimitación entre el Reino de Cerdeña y el Imperio Francés de 1861, mientras que Francia aportó una copia fotográfica de dicho documento; ambos países se comprometieron a adaptar su cartografía oficial al trazado por el citado documento, y el subsecretario de Asuntos Exteriores italiano Umberto Ranieri afirmó que, aunque el problema sigue sin resolverse, «el objetivo no es otro que delimitar conjuntamente, en un espíritu de amistad y colaboración, el trazado fronterizo entre ambos países. Sólo sobre la base de dicho espíritu de colaboración bilateral se podrá poner fin a una anomalía cartográfica que dura ya más de una siglo».
En 2000, el Instituto Geográfico Militar de Florencia, el Instituto Geográfico Nacional de Francia y los respectivos clubes alpinos de las regiones fronterizas publicaron un mapa como parte del proyecto Alpes sin fronteras, en el que la cima aparece dividida entre los dos países, pero se siguen publicando otros mapas que presentan la cima como territorio francés. Actualmente la cuestión parece generar aún cierta polémica, sobre todo en el lado italiano, desde donde se afirma que el mapa de Mieulet —origen de la tradicional disputa— carece de valor jurídico alguno.

### Investigación científica
Si desde el siglo XVIII el Mont Blanc había suscitado el interés y la fascinación de los científicos, con la revolución científica del XIX, la montaña iba a ser un campo de experimentación que abarcaría diversas disciplinas. Varios laboratorios de investigación siguen estando en activo en el siglo XXI.

#### Observatorio Vallot

Observatorio Vallot, en 1890.

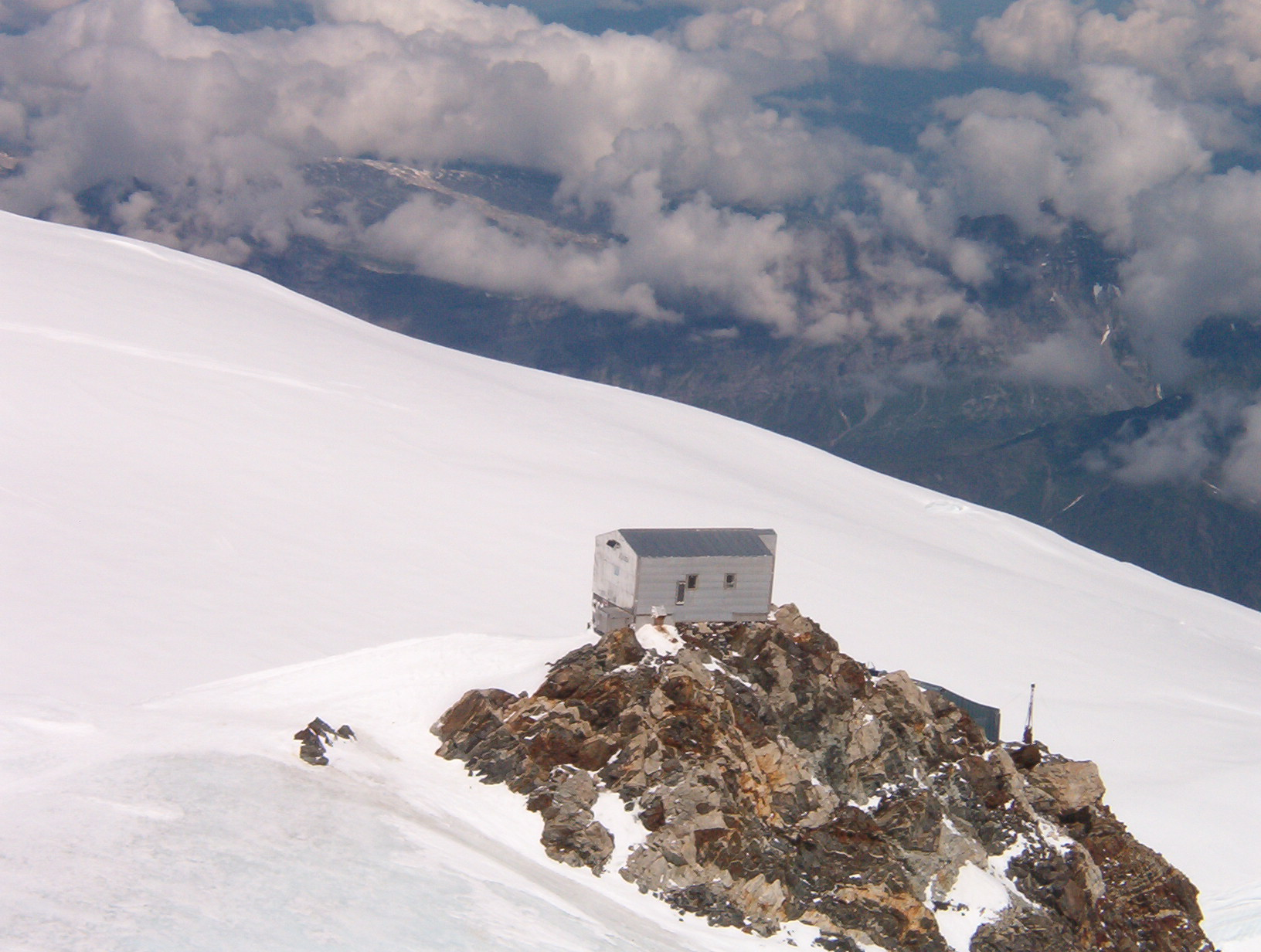
Refugio Vallot, cerca del observatorio, en 2004.

A finales del siglo XIX, el botánico y meteorólogo Joseph Vallot se dio cuenta, después de varias expediciones científicas a la cima del Mont Blanc, de la necesidad de poder permanecer a esta altitud por periodos de tiempo prolongados. En 1890, sobre la vertiente francesa y aproximadamente 450 m debajo de la cima, construyó una cabaña que fue trasladada en 1898 a su emplazamiento actual, y ampliada. Sufragó él mismo los costes de la operación y participó personalmente en la construcción. El pequeño laboratorio fue conocido en seguida como el observatorio Vallot, y fue el primer laboratorio científico en alta montaña. La primera preocupación de Vallot fue el estudio de la influencia de la altitud en el cuerpo humano, en particular el denominado mal de las alturas, pero durante casi 30 años invitó a científicos de las más variadas disciplinas a utilizar sus instalaciones: geología, glaciología, astronomía, cartografía, botánica, medicina y fisiología. Al mismo tiempo se había construido en las proximidades, a 4365 m de altitud, un pequeño refugio para alpinistas, conocido como la «Cabaña Vallot».
A partir de 1920 la actividad en el observatorio decayó, y no servirá más que para algunos pocos estudios muy puntuales hasta que en los años 1970 el Centro Nacional de Investigación Científica francés (CNRS) lo confió al Laboratorio de Glaciología y Geofísica del Medioambiente (LGGE) que realiza allí mediciones químicas del aire, para estudiar la contaminación atmosférica, y analiza muestras del hielo. La cabaña fue rehabilitada y acondicionada, y retomó de lleno su vocación inicial. Desde 1984, el laboratorio es compartido, en salas separadas, con una asociación médica, la Asociación para la Investigación en Fisiología del Medioambiente (ARPE), para investigaciones en fisiología. El laboratorio está alejado de toda infraestructura y se encuentra en un lugar absolutamente virgen, por lo que la energía eléctrica es suministrada por paneles solares. El lugar se conoce más por su función de refugio, que sigue existiendo a unos metros del laboratorio, por lo que actualmente se le suele llamar refugio Vallot o por su primer nombre, cabaña Vallot.

#### Observatorio Janssen
Un año después de que Joseph Vallot construyera su primer laboratorio, en 1891, el astrónomo francés Jules Janssen mandó construir un centro de observación con la esperanza de realizar unas mediciones óptimas sobre el espectro solar. El emplazamiento elegido era la cima misma del Mont Blanc. Gustavo Eiffel decidió proceder a la ejecución del proyecto, a condición de encontrar cimientos sólidos. Sin embargo, el ingeniero suizo Imfeld, taladró 15 m sin obtener un resultado satisfactorio, lo que provocó la renuncia de Eiffel. Constaba de una casita de madera con una torreta en la que se instaló un telescopio. De todas maneras, el observatorio se terminó en 1893 y funcionó hasta 1906, cuando comenzó a inclinarse seriamente y a hundirse. Tres años más tarde, dos después de la muerte de Janssen, una grieta se abrió bajo el observatorio y su estructura empezó a dislocarse bajo la presión del hielo, por lo que tuvo que ser abandonado. El edificio poco a poco desapareció bajo el hielo; se pudo salvar la torreta de observación que se encuentra expuesta en el Museo Alpino de Chamonix.

#### Observatorio subterráneo
Aprovechando la apertura del túnel bajo el Mont Blanc en 1965, el Centro Nacional de Investigación Científica italiano (CNR) de Turín, en colaboración con el Instituto Nacional de Física Nuclear de Italia (INFN) de Frascati (Roma) y la Universidad de Turín, instaló un observatorio subterráneo a más de 1700 m de profundidad, en dos salas adyacentes a la vía de circulación del túnel. Allí son recogidos datos sobre la radiación cósmica, que sirven de prototipo para otros dos famosos laboratorios, el del Gran Sasso d'Italia, en los Apeninos, y el CERN de Ginebra, que estudia las partículas elementales. Durante la década de 1980, fue considerado uno de los mejores observatorios del mundo por su gran profundidad. En el siglo XXI, el desarrollo de una nueva generación de detectores de partículas, de tamaño cada vez mayor, ha hecho que el observatorio subterráneo del Mont Blanc se haya quedado exiguo, y que prácticamente toda su actividad se haya trasladado al nuevo centro de investigación subterráneo del Gran Sasso.

### Funiculares, teleféricos y túnel del Mont Blanc

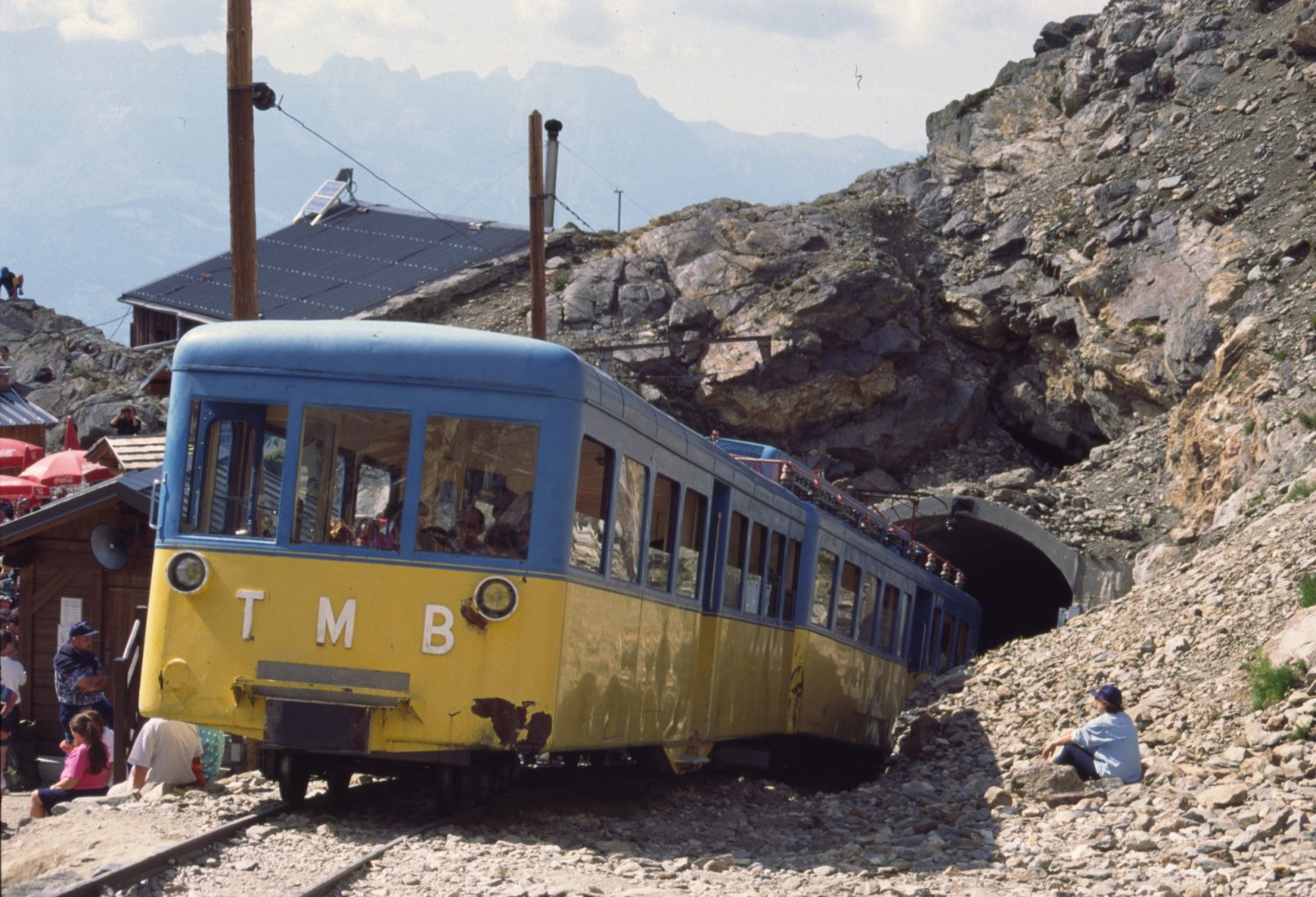
El tranvía del Mont Blanc a su llegada a la terminal de Nid D'aigle.

El siglo XX abrió nuevas vías de transportes en el macizo, para acercar a los turistas a la cumbre del Mont Blanc y para facilitar el paso fronterizo entre Francia e Italia. A principios de siglo se inauguraron dos líneas de ferrocarril: el tren de Montenvers en 1909, que permitía subir de Chamonix al glaciar Mer de Glace, y el tranvía del Mont Blanc en 1914. Este último sube de Saint-Gervais-les-Bains al glaciar de Bionnassay, a 2372 m de altitud, y era entonces el funicular más alto del mundo. Estaba previsto inicialmente que subiera hasta la cima del Mont Blanc, pero el proyecto fue interrumpido por la Primera Guerra Mundial y luego abandonado. Su terminal, la estación de Nid d'Aigle, es el punto de partida de la Vía Real, la más antigua ruta de acceso a la cima del Mont Blanc.
A partir de los años 1940, en la ladera italiana, y 1950, en la ladera francesa, se construyó un teleférico compuesto de varios tramos, para enlazar el valle de Chamonix y el Valle de Aosta, pasando al noreste de la cima del Mont Blanc por la punta Helbronner y la Aiguille du Midi, y sobrevolando el glaciar de Vallée Blanche y el glaciar de Géant.
El 4 de agosto de 1962, los dos equipos de perforación del túnel de Mont Blanc, el italiano y el francés, juntaron sus galerías debajo de la montaña después de tres años de trabajos. El túnel pasa por debajo de la Aiguille du Midi, y fue abierto al tráfico en 1965. Permite franquear la frontera natural que representa el macizo en 15 minutos, evitando así las sinuosas carreteras que pasan por los puertos de Gran San Bernardo y Pequeño San Bernardo.

### Desastres aéreos
El 3 de noviembre de 1950, sobre la vertiente italiana del Mont Blanc, se estrelló un avión de la compañía Air India, el Malabar Princess. Era un Lockheed Constellation de cuatro motores que realizaba el trayecto de Bombay a Londres, parando en Ginebra durante el trayecto. El avión era pilotado por el comandante inglés Alain Saint, que conocía muy bien la ruta. El último contacto por radio fue a las 10:43 horas, cuando la torre de control de Grenoble recibió una comunicación del comandante que se encontraba en la vertical de Voiron a 4700 m. Las pésimas condiciones meteorológicas dificultaron la búsqueda y el 5 de noviembre, con la mejora del tiempo, un avión suizo avistó los restos. Al día siguiente el guía René Payot falleció durante el rescate, además de no sobrevivir ninguno de las 48 personas (40 pasajeros más ocho empleados de la compañía). No se conocen las causas del accidente, pero los expertos dijeron que si hubieran volado 30 m más alto o al oeste habrían sobrevivido.
El segundo caso fue el del Boeing 707 Kangchenjunga, también de la compañía Air India, que se estrelló el 24 de enero de 1966, en vuelo hacia Bombay desde Nueva York, con escala intermedia en Londres y Ginebra. El avión era seguido por el radar de Milán mientras sobrevolaba el Mont Blanc, pero de improviso desapareció de las pantallas. Los helicópteros llegaron al lugar del siniestro, pero no se salvó ninguno de los 117 pasajeros. Entre las víctimas se encontraba el físico nuclear Homi Jehangir Bhabha. El avión transportaba además 200 simios destinados a un laboratorio médico y, según testimonios de los socorristas, alguno sobrevivió.

## Geografía

### Características
Se encuentra en la parte central del macizo del Mont Blanc, importante conjunto de cumbres de los Alpes que contiene otros muchos picos de más de 4000 m y que se extiende por tres países sobre una superficie de unos 400 km². Su cumbre está nevada durante todo el año y el macizo es una de las principales zonas alpinas recubiertas de hielo permanente. Mientras que la vertiente francesa desciende lentamente en pendiente, la italiana es una abrupta muralla granítica, que es más apreciada por los alpinistas expertos. Las ciudades más habitadas cerca del Mont Blanc son Chamonix-Mont-Blanc y Saint-Gervais-les-Bains, situada en Alta Saboya (Francia) y Courmayeur, en el Valle de Aosta (Italia).
Según la clasificación SOIUSA, el Mont Blanc forma un subgrupo con el código I/B-7.V-B.2.b. Forma parte del gran sector de los Alpes del noroeste, sección de los Alpes Grayos, subsección Alpes del Mont Blanc, supergrupo macizo del Mont Blanc y grupo del Mont Blanc.

### Altura

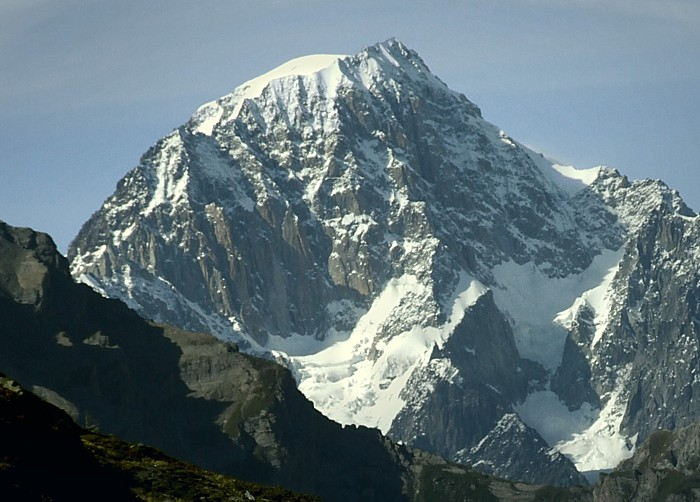
La vertiente italiana del Mont Blanc: detrás del pico rocoso del Mont Blanc de Courmayeur, se distingue la cúpula nevada del Mont Blanc.

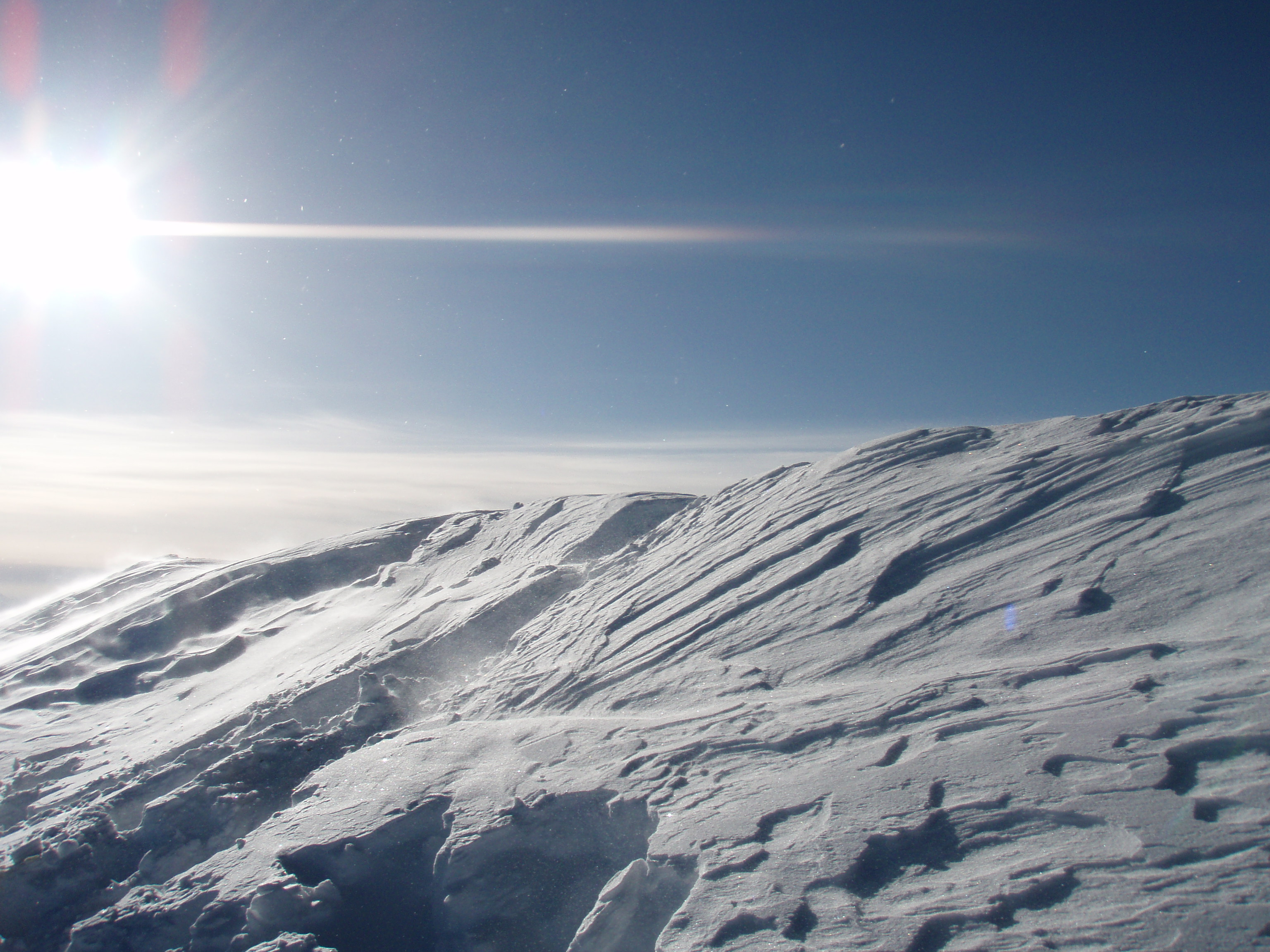
Cumbre del Mont Blanc en agosto de 2007.

Su altura exacta es variable en función de la capa de nieve que cubre la cumbre rocosa, y se calcula en unos 10-15 m. En 1863 y durante muchos años, la altitud oficial fue de 4807 m y se afinó a 4807.2 m en 1892. En agosto de 1986, una medida ortométrica por satélite dio una altitud de 4808.4 m. A partir de 2001 la periodicidad de las medidas ha sido bienal y las han realizado conjuntamente la Cámara Departamental de Expertos Geométricos de la Alta Saboya y la Sociedad de Geosistemas Leica con la ayuda de los sistemas GPS de Leica, encuadrado por los guías de Chamonix-Mont-Blanc y de Saint-Gervais-les-Bains, y un tratamiento geodésico del Instituto Geográfico Nacional francés (IGN). 
Ese año 2001, la medida fue de 4810.4 m, pero una nueva medida efectuada el 6 y 7 de septiembre de 2003, constató una altura de 4808.45 m, con una precisión de 5 cm. Según los glaciólogos Luc Moreau y Météo France, que colaboran en las medidas, no sería correcta la interpretación popular según la cual el calor es responsable de esta disminución de la altitud, porque no se habría producido un calor suficiente por encima de los 4000 m. Según ellos, quizá podría tratarse de un movimiento aleatorio del casquete glaciar, del aumento de días buenos para acceder a la cima, lo cual fue aprovechado por más alpinistas para acceder a la cumbre o también el menor número de días de viento, lo cual evitó que se depositara más nieve en la cumbre. Durante ese verano de 2003, la temperatura subió, y unos días estuvo entre 2 y 3 °C, pero no sería suficiente para provocar la evaporación del hielo que quedó a –15 °C.
En 2004, un equipo de investigadores del Laboratorio de Glaciología y Geofísica del Medioambiente (LGGE), perteneciente al Centro Nacional de Investigación Científica francés (CNRS), en colaboración con expertos del Instituto Técnico Federal suizo, midieron por primera vez con precisión el relieve rocoso de la cumbre debajo de la cúpula de hielo. Revelaron que el pico rocoso del Mont Blanc culmina a 4792 m y que no coincide con la cima nevada, sino que se encuentra a 40 m al oeste.
En la campaña de 2005, hecha pública el 16 de diciembre, la altitud en superficie fue de 4808.75 m, unos 30 cm más que la medida anterior. La cuarta campaña se realizó el 15 y 16 de septiembre de 2007 y la altitud en esta ocasión fue de 4810.9 m, lo que significó un aumento de 2.15 m. El volumen de nieve de este año (24 100 m³) fue casi el doble con respecto a la medición de 2003 (14 600 m³). En 2009, la quinta campaña de medición dio como resultado 4810.45 m y un volumen de nieve de 21 626 m³. Realizaron el ascenso veintitrés personas con una temperatura de –15 °C y un viento de 60 km/h. La campaña de 2013 dio una medición de 4810.06 m. La última medición de la altura de la montaña, realizada el mes de octubre de 2023, ha arrojado una cifra de 4805.59 m.
Es la montaña más alta de Europa Occidental, ya que se considera a la cadena del Cáucaso como europea según la visión geopolítica del Consejo de Europa, siendo superada en el resto de Europa por varias montañas de Rusia y Georgia como el Elbrus de 5642 m, el Dyj Tau de 5203 m, el Koshtan Tau de 5151 m, el Shjara de 5058 m o el Kazbek de 5047 m.

### Clima

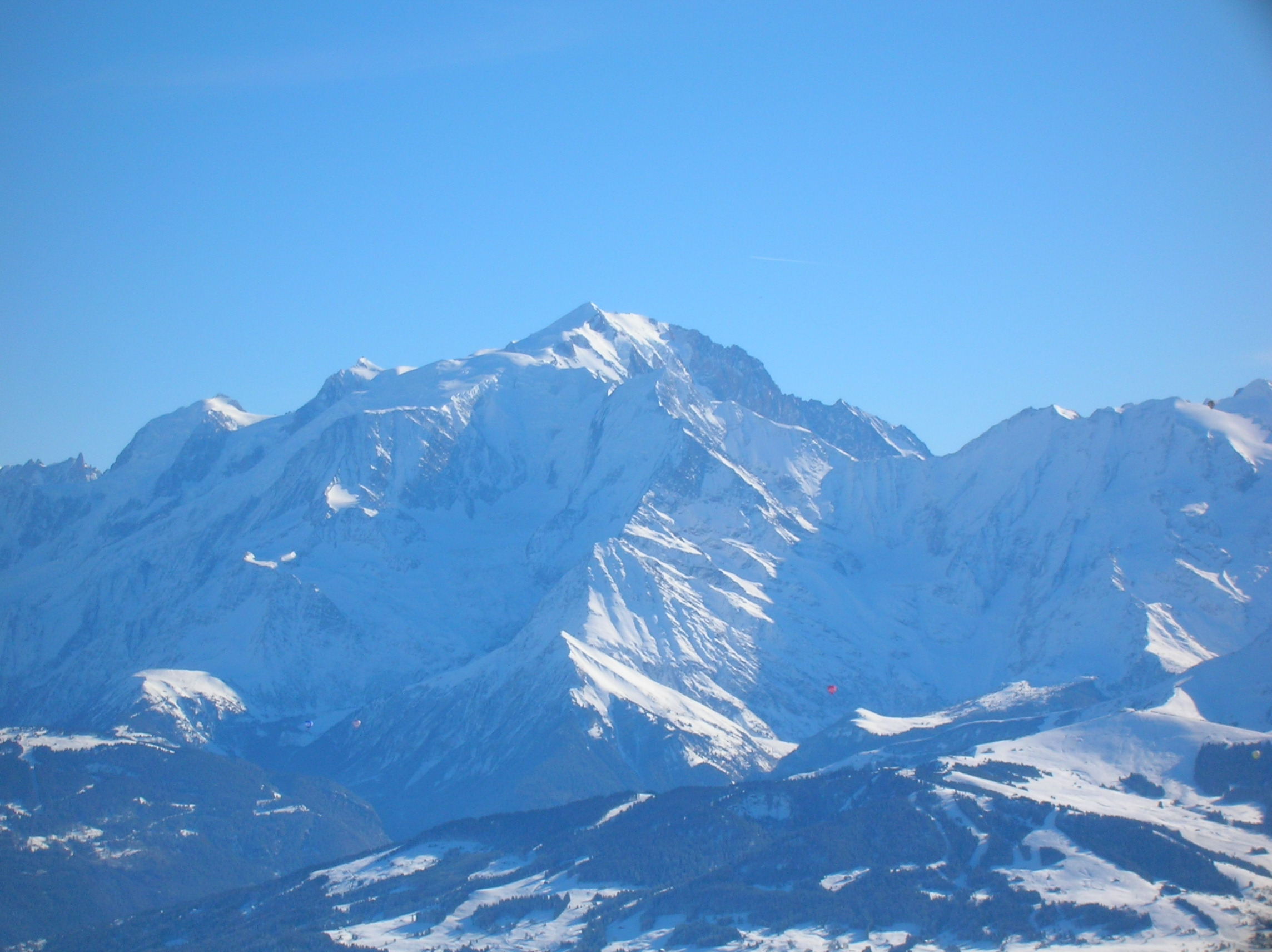
Mont Blanc desde La Balme-de-Sillingy.

El clima del entorno del Mont Blanc es de tipo continental y de montaña. En general la temperatura media en Chamonix, en el fondo del valle, va desde los –8 °C que hay en enero, hasta los 24 °C que hay en julio. La humedad relativa se encuentra entre un mínimo de 61 % en diciembre y un máximo de 78 % en mayo. Pero según se asciende en altitud, la temperatura baja entre 6 y 7 °C por cada 1000 m de ascensión. A partir de una altitud de 2300 m la media anual es de 0 °C, y va bajando hasta alcanzar una temperatura media de –17 °C en la cima.
Por su altura, la montaña del Mont Blanc en sí tiene un clima alpino de alta montaña, llegando a ser de tipo polar en la cumbre y su proximidad. A partir de 3000 m, las fuertes precipitaciones de otoño y primavera caen esencialmente en forma de nieve, y a partir de 3800 m ya solamente nieva. Por encima de esta altitud, el único periodo en el que puede producirse un leve deshielo es alrededor del solsticio de verano, entre el 15 de junio y el 15 de julio, cuando se funde la nieve en superficie bajo la acción del sol; pero la pérdida es imperceptible porque el agua originada se filtra hacia el interior del hielo, donde vuelve a helarse. Si el verano es frío y húmedo la ablación (erosión del hielo) es nula. Según datos recogidos por el Observatorio de Glaciología de Cosmiques, este periodo coincide también en parte con el periodo de mayores precipitaciones en la cumbre, de junio a septiembre. Se estima que la cúpula de la cima del Mont Blanc, en torno a los 4800 m de altitud, recibe una media anual de 3200 mm de agua, que equivalen a 32 m de nieve fresca.

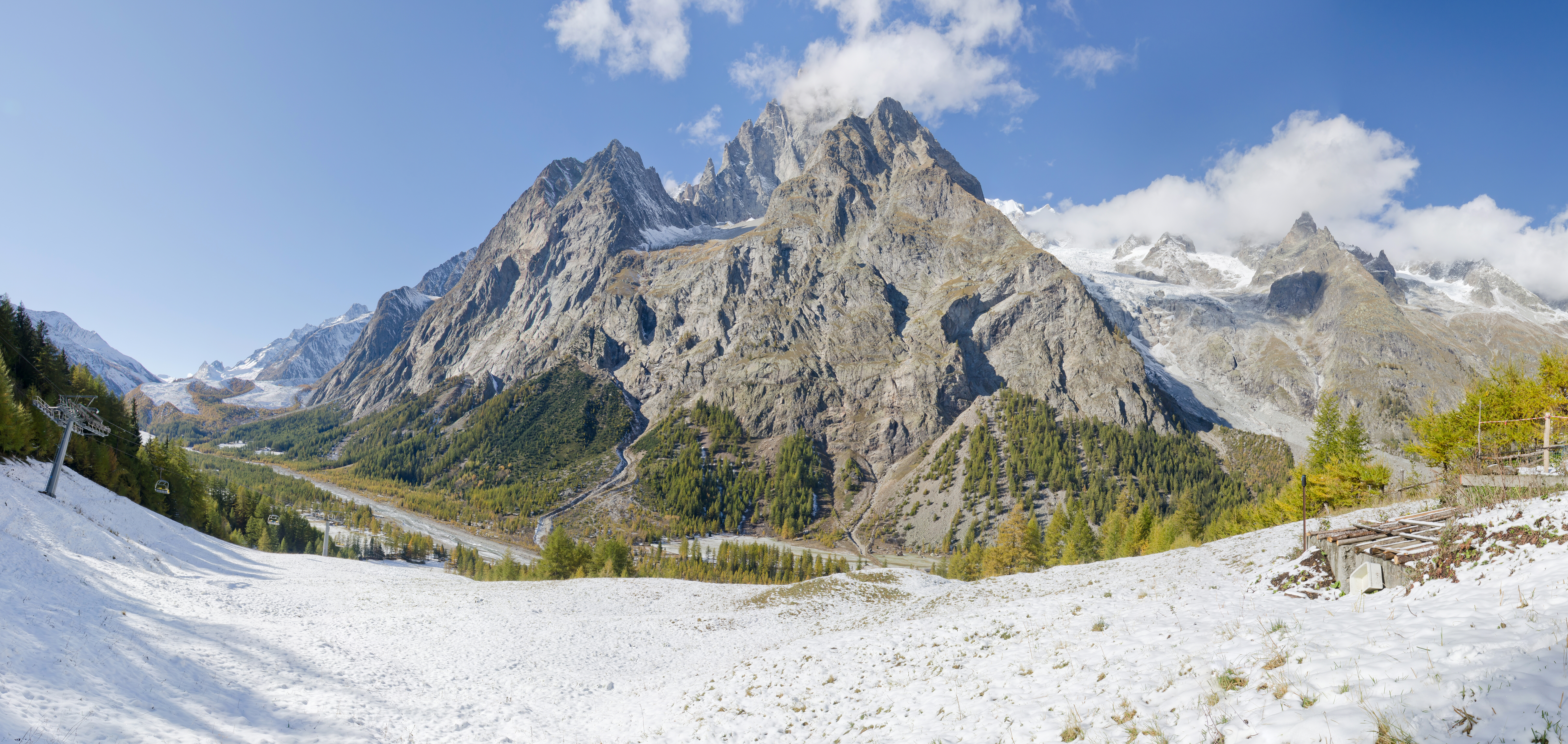
Panorama del Mont Blanc tras la primera nevada del invierno 2011/12, tomada desde un refugio al oeste de Courmayeur.

Aparte de las nevadas, los vientos juegan un papel determinante en la formación y conservación del casquete helado del Mont Blanc. Por un lado los vientos secos de invierno erosionan la capa de nieve (entre 10 y 30 %), y por otro los vientos húmedos de verano que soplan durante las nevadas aportan nieve que se adhiere a la cima (de 10 a 15 % de la nieve recibida). La cima del Mont Blanc es barrida por vientos de diversas direcciones según la vertiente. El meteorólogo alpino Yan Giezendanner y el experto agrimensor Philippe Borrel, afirman que debido al calentamiento del clima en la región, han predominado desde mediados del siglo XX los vientos húmedos de origen oceánico que traen un mayor aporte de nieve sobre la cumbre.
Por encima de los 2000 m, los vientos son muy frecuentes y no suelen sobrepasar los 100 km/h, aunque en ocasiones excepcionales, la velocidad del viento puede alcanzar los 150 km/h y la temperatura los –40 °C. El viento refuerza la sensación de frío (efecto de windchill) con una bajada de 10 °C con viento de 15 km/h. Las condiciones meteorológicas pueden cambiar muy rápidamente debido a las posibles nevadas y a la niebla, y a los bruscos cambios de dirección de los vientos por las características del relieve. Por otro lado, las perturbaciones causadas por el efecto Föhn son frecuentes: el viento suele proceder del valle de Aosta (al sudeste de la montaña) donde las nubes acumuladas ascienden la ladera italiana y provocan fuertes nevadas a su paso por la cumbre del Mont Blanc, antes de que el viento, ya resecado y recalentado, baje la ladera francesa hacia el valle de Chamonix.

### Glaciares

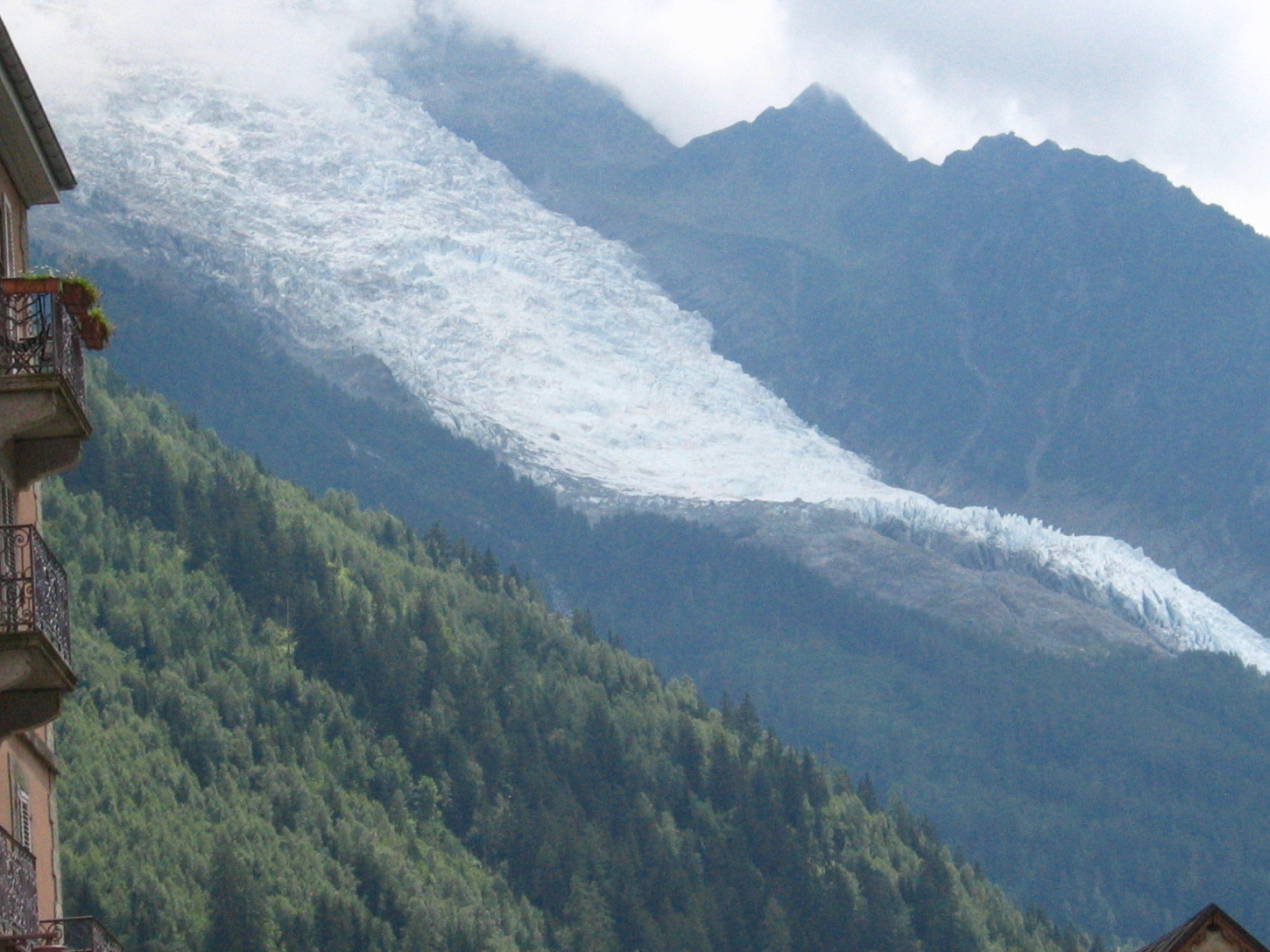
Lengua del glaciar de Bossons que baja de la cumbre del Mont Blanc hasta el valle de Chamonix.

El macizo cuenta con ciento un glaciares que ocupan un área de 177.69 km². La fuerte pendiente de las laderas del Mont Blanc provoca que sus glaciares bajen en cascadas, como los glaciares de Freney, La Brenva, Miage y Brouillard, hacia la vertiente italiana, y los de Bionnassay, Taconnaz y sobre todo el de Bossons, en la vertiente francesa. El glaciar de Bossons es el único que se alimenta directamente del permafrost (casquete helado) de la cumbre del Mont Blanc; baja hacia el valle de Chamonix salvando un desnivel de 3400 m. El glaciar de Bossons, en los primeros años del siglo XX llegaba hasta el fondo del valle a solo 1000 m de altitud. En la actualidad ha retrocedido hasta los 1400 m. Como muestra de la importancia de los glaciares en las regiones alpinas, se puede destacar que todos ellos tienen nombre propio, conocido y conservado durante siglos.

### Fauna y flora

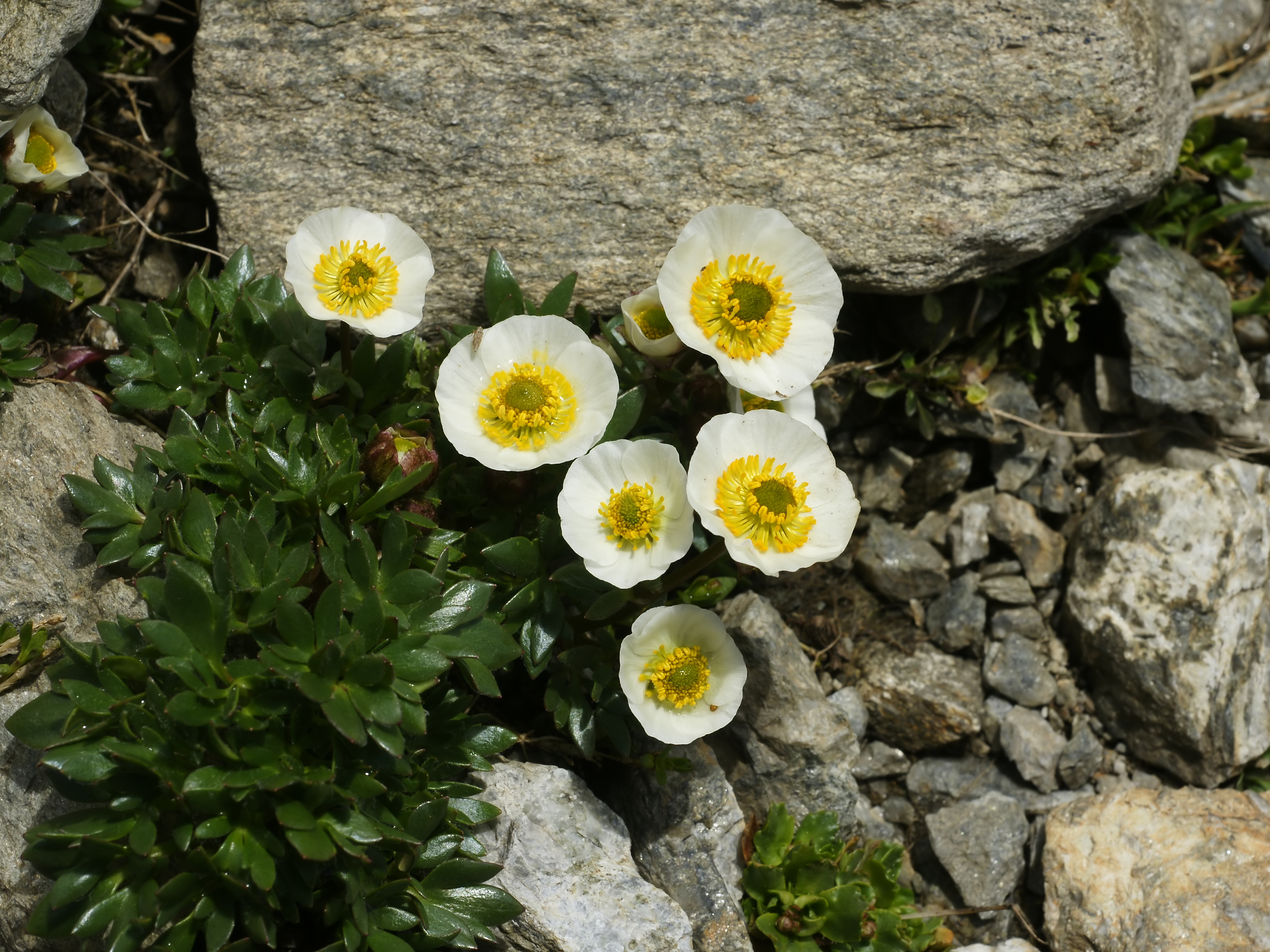
Ranúnculo de los glaciares.

Considerando que las laderas del pico del Mont Blanc empiezan en torno a los 3500 m, las condiciones climáticas extremas a esa altitud hacen que la supervivencia de las especies vegetales y animales sea casi imposible.
Sin embargo, en las zonas más bajas o aprovechando huecos protegidos de los vientos, algunas plantas consiguen arraigar como el ranúnculo de los glaciares, que se puede encontrar hasta 4000 m. Pero la flora se limita fundamentalmente a los musgos y a los líquenes.
Si los mamíferos no pueden sobrevivir en condiciones tan duras, algunas especies de pájaros han conseguido aclimatarse como la chova piquigualda, los lagópodos, el acentor alpino y el gorrión alpino.

### Geología

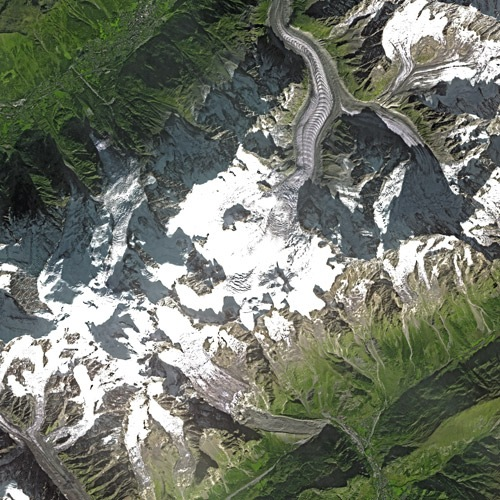
Vista satélite del Mont Blanc.

Los indicios morfológicos más antiguos datan del Carbonífero, cuando se formó un zócalo cristalino que constituirá más adelante el corazón del macizo del Mont Blanc. En esa época el relieve muestra una penillanura cubierta de bosques tropicales y de ciénagas. En el Triásico, un mar poco profundo invadió la plataforma continental y durante el Jurásico Superior los sedimentos marinos se fueron acumulando en el fondo del mar. En aquella época el Mont Blanc se encontraba a más de 10 000 m de profundidad. El acercamiento progresivo de las placas africana y euroasiática hizo que, hace 30 millones de años, la placa apuliana (o placa adriática) colisionó con la placa euroasiática, provocando una compresión de los terrenos y una elevación de las altitudes. El empuje de la placa adriática hizo resurgir el zócalo cristalino en la región del macizo del Mont Blanc, corriendo y plegando la capa sedimentaria que lo cubría hacia fuera para formar los Pre-alpes franceses. La orogénesis del macizo dio lugar a una elevación de rocas metamórficas sin precedentes en los Alpes, creando un desnivel de más de 4000 m de altitud. En cotas tan altas, la acción alterna del hielo y del deshielo sobre la estructura rocosa del macizo recortó las cumbres en picos afilados.
Por su tipo de orogénesis, el macizo del Mont Blanc pertenece a los macizos cristalinos externos de los Alpes, de tipo herciniano. Su aspecto actual corresponde a un plutón intrusivo de granito y de gneis, cuyos límites emergidos se hunden debajo de la capa sedimentaria en la que se encaja. El interior y el exterior del macizo están cortados por fallas longitudinales que dejaron gradas de fuertes pendientes que bajan en escalones hacia el valle de Chamonix y abruptamente hacia el valle de Aosta. Las crestas de estas gradas corresponden a las cimas más altas del macizo. En el corazón del macizo, el límite entre el granito que predomina en la parte septentrional y el gneis que forma el grueso de la parte meridional, pasa justo al norte de la cumbre del Mont Blanc, por lo que se piensa que debajo de su capa de hielo la base del pico está constituida de gneis.

### Cristalografía

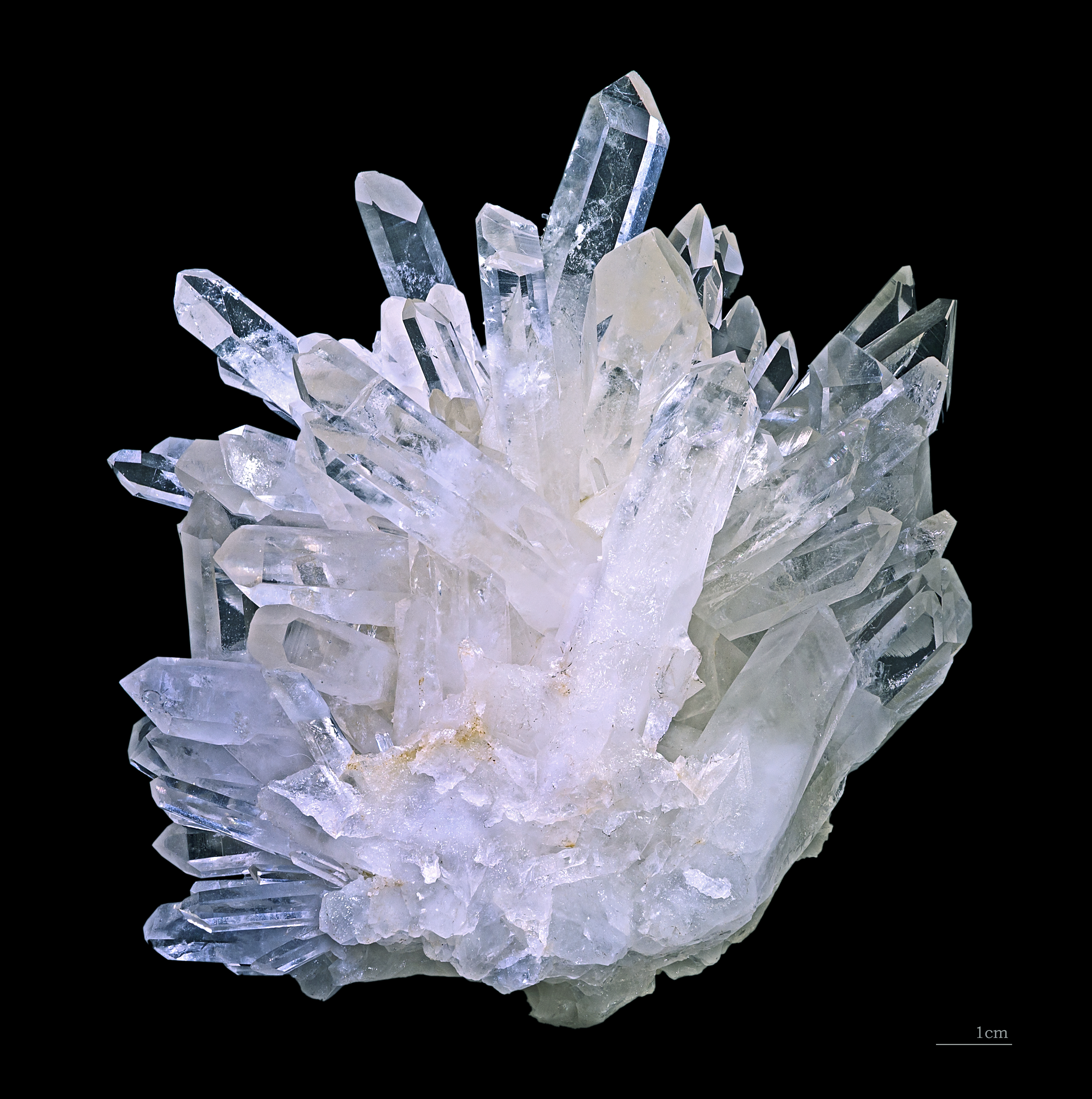
Cristal de cuarzo procedente de los Alpes.

El lento enfriamiento de las rocas que componen la estructura del Mont Blanc lo convierte en una famosa localidad mineralógica de donde provienen una gran cantidad de minerales diversos, sobre todo cuarzo y fluorita rosa, considerados de los mejores a nivel mundial y muy apreciados por los coleccionistas y los museos. Como testimonio del pasado minero en el macizo, sobre la vertiente italiana se encuentran dos antiguas minas de galena y blenda, abandonadas hace tiempo. Una era ya conocida en la antigüedad con el nombre de Trou des Romains, debido a que fueron los romanos quieren iniciaron su explotación. La otra, la mina del glaciar de Miage fue abandonada en el siglo XIX y se encuentra a 3500 m de altura. A 3462 m, en la Punta Helbronner, es posible visitar una muestra permanente de cristales del Mont Blanc, que posee 150 minerales expuestos entre los que destacan variedades particulares de cuarzo de roca o minerales de la antigua mina, como oro nativo. Otros minerales que se pueden encontrar en el macizo son: adularia (KAlSi3O8), ankerita (Ca(Fe++, Mg, Mn)(CO3)2), berilo (Be3Al2Si6O18), calcita (CaCO3), dolomita (MgCa(CO3)2), hematita (Fe2O3), fluorapatita (Ca5(PO4)3F), galena (PbS), siderita (FeCO3), titanita (CaTiSiO5) o epidota {(Ca2(Fe+++, Al)3(SiO4)3(OH)}.

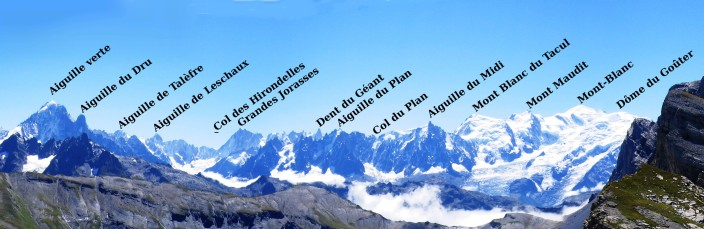
Parte del Macizo del Mont Blanc visto desde la vertiente francesa.

## Turismo e infraestructuras

### Turismo

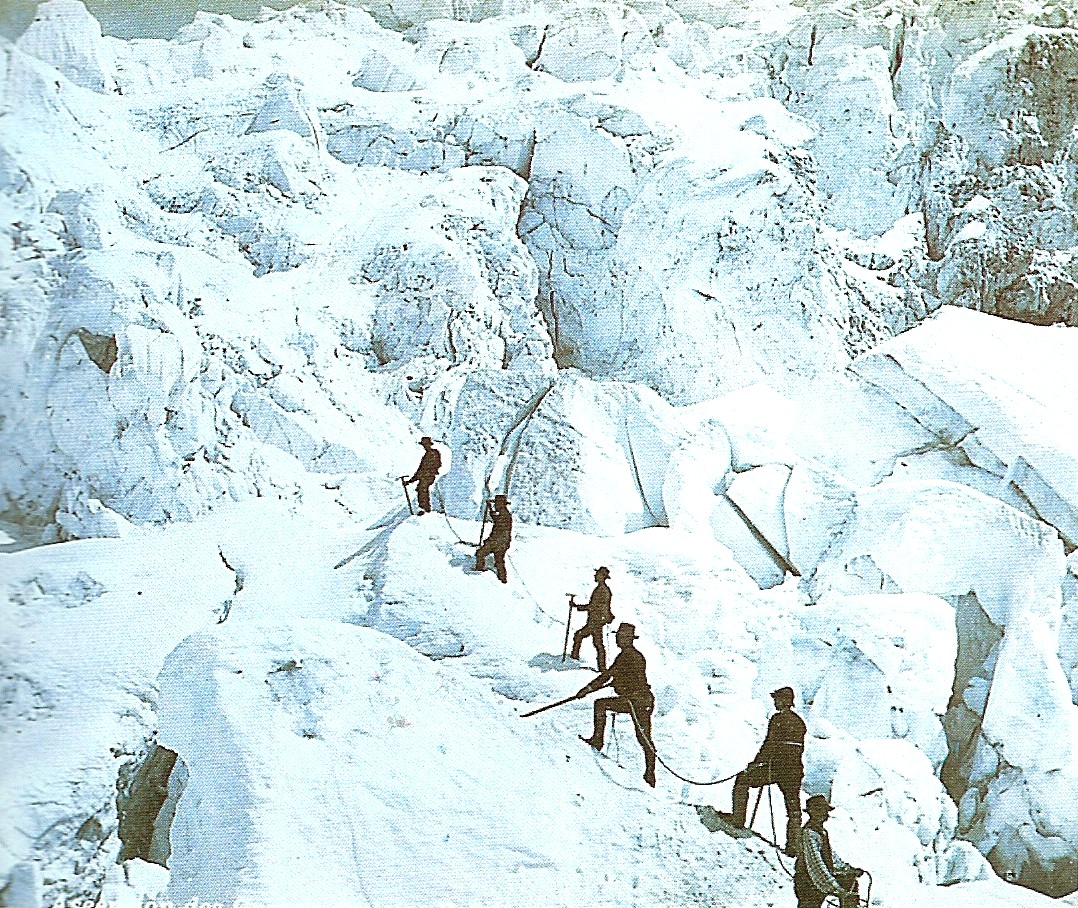
La caravana del Dr. Bardy en 1880.

Desde hace al menos dos siglos, el atractivo de estas montañas ha convocado año tras año a un buen número de turistas, especialmente en la parte francesa del macizo, lo que ha transformado radicalmente la zona, las costumbres y la cultura. En el siglo XIX y hasta la primera década del siglo XX, los pueblos de Courmayeur, Chamonix-Mont-Blanc y Saint-Gervais-les-Bains eran lugares de veraneo, frecuentados por la nobleza, la alta burguesía, algunos científicos y los primeros alpinistas. Pero justo después de la Primera Guerra Mundial, la aparición de los primeros funiculares y de los transportes cableados hacia la alta montaña y el establecimiento de la calefacción central en los hoteles permitió que naciera el turismo de invierno y con él la práctica de los deportes de nieve. Los primeros juegos olímpicos de invierno tuvieron lugar en Chamonix-Mont-Blanc en 1924, y aunque el esquí seguía siendo un deporte marginal y elitista, a partir de 1950 se divulgaron las classes de neige (clases en la nieve) de bajo coste para los escolares franceses, para dar a conocer este deporte a la mayoría de la población. El éxito del turismo invernal en aquellos años lo convirtió rápidamente en un fenómeno de masas.
Esta transformación se desarrolló junto al crecimiento del alpinismo en la zona, donde a veces con un equipamiento inadecuado y sin preparación los alpinistas eran víctimas de accidentes, a menudo mortales. Actualmente este turismo compensa los gastos de mantenimiento de las instalaciones (refugios, etc.) y los salvamentos de urgencias. También aporta otros beneficios económicos indirectos, como la dinamización de la región, o la instalación de numerosas empresas vinculadas a los deportes de invierno en la zona como Décathlon o Salomon.

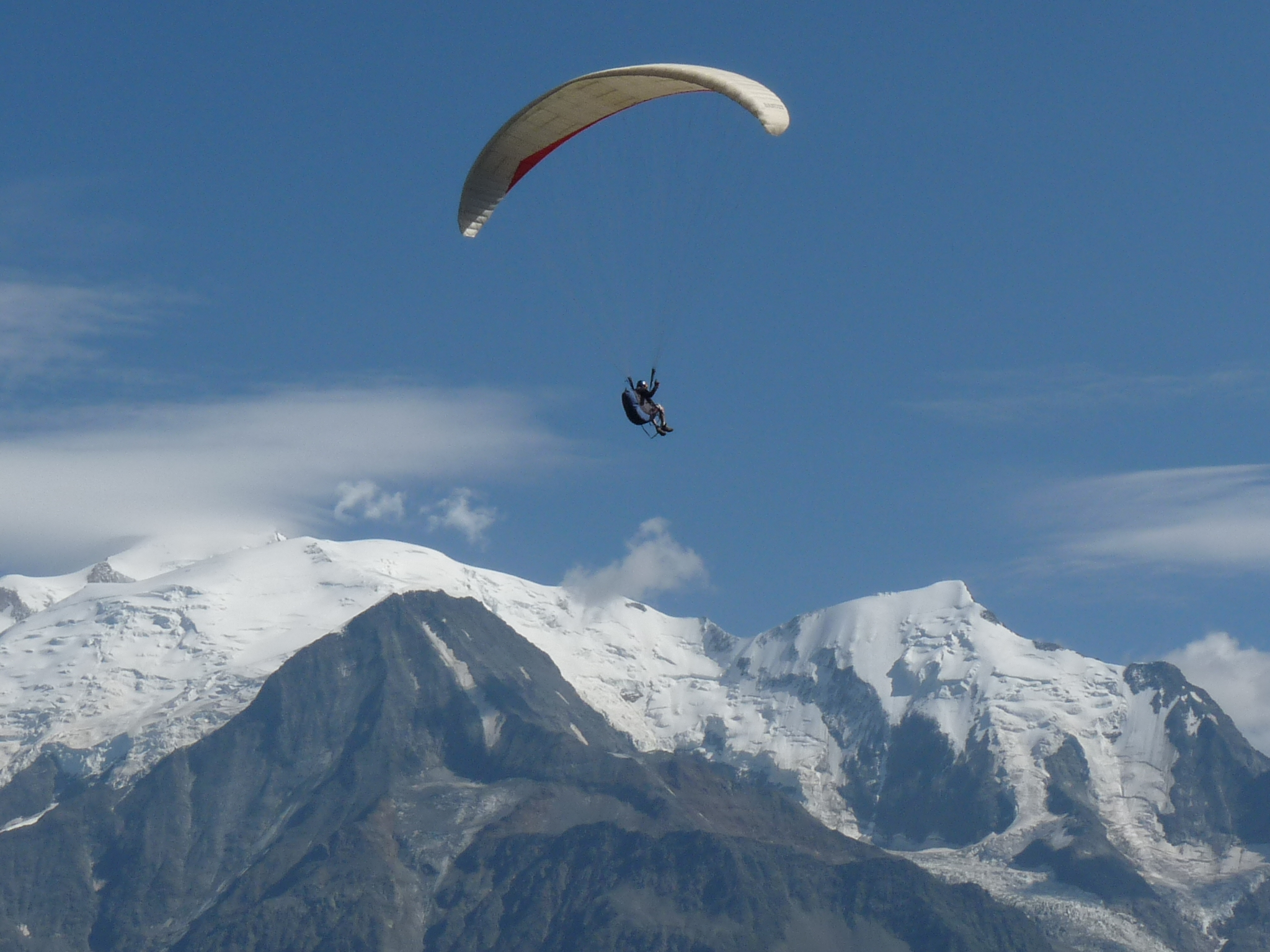
Parapentista en frente de la cumbre del Mont Blanc.

La montaña es muy alta, de pendientes muy empinadas y por su latitud y altura, el frío, la nieve y el hielo están presentes siempre. Debido a la acción erosiva de los ciclos de hielo/deshielo, las caídas de rocas y seracs son frecuentes. Cualquier intento o aproximación tiene que ser previamente evaluada y documentada en las oficinas de las asociaciones de montañismo o de guías de montaña que se encuentran en Chamonix, Saint-Gervais-les-Bains, Les Houches o Courmayeur. Pese a estos eficaces servicios, cada año los graves accidentes en el macizo se cuentan por decenas (30 muertos en los Alpes en 1997). Es además imprescindible pasar una noche en uno de los refugios situados a mayor altitud, para aclimatarse a la altura y evitar el mal agudo de montaña. Desde mediados del siglo XIX, los guías se han constituido en asociaciones y su profesión está reglamentada. Las propias compañías se encargan de la formación de los guías y de los acompañantes, una nueva especialidad creada en el siglo XX. Las más importantes son:
- La Compañía de los Guías Alpinos de Chamonix, nacida el 24 de julio de 1821.[77]
- La Sociedad de los Guías Alpinos de Courmayeur, nacida en 1850. Posee desde 1929 el Museo Duca degli Abruzzi, donde pueden observarse trofeos de algunas expediciones en el Mont Blanc, Tíbet, África o India.[78]
- La Compañía de Guías de Saint Gervais, nacida en 1864.[79]

Por su parte la Compañía del Mont-Blanc fue creada en 2000 para reagrupar las zonas esquiables de las diferentes sociedades del valle de Chamonix y fusionar todos los remontes de los alrededores. Emplea a 215 personas (hasta 260 con los trabajadores temporales) y sus actividades van desde la explotación de los remontes hasta la explotación de restaurantes. El porcentaje de rentabilidad de la Compañía desde 2004 hasta 2006 fue entre un 5 y un 7 %.

#### Vías habituales
Actualmente el Mont Blanc es destino de multitud de aficionados: en la primavera con esquí de montaña, principalmente desde la estación inferior de Aiguille du Midi y Grands Mulets, y en verano desde Les Houches y Aiguille du Goûter, donde está el refugio del mismo nombre. Además, constituye un objetivo habitual entre los alpinistas amantes de las grandes cotas, y que aspiran, al menos una vez en la vida a repetir la ascensión de Michel Gabriel Paccard y de Jacques Balmat. La ascensión no es difícil, pero es larga y se debe afrontar tras una buena preparación, con prudencia y con gran atención a las condiciones atmosféricas, siguiendo si es posible a los guías alpinos y sus recomendaciones, aunque no es obligado contratar sus servicios.

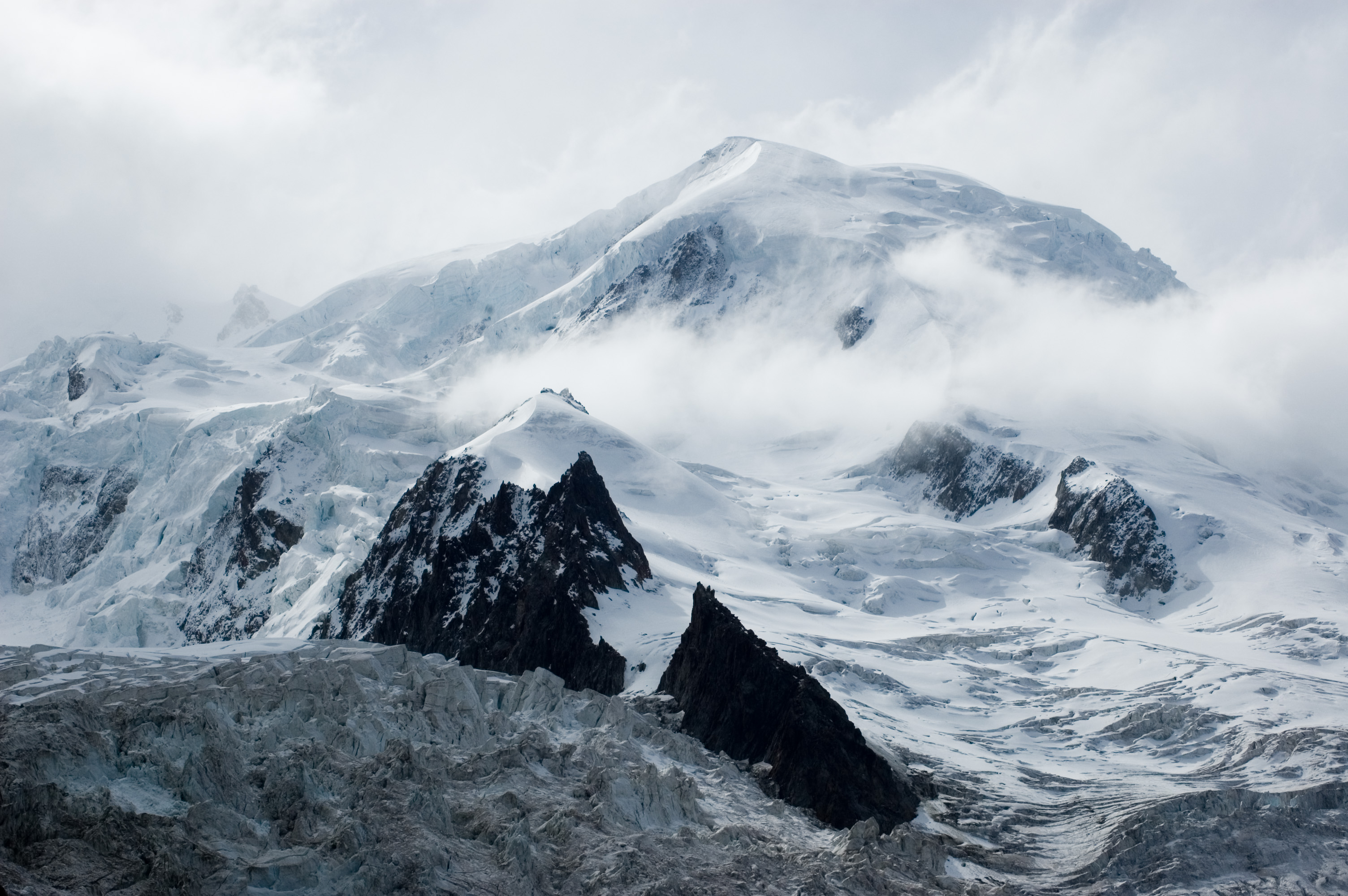
Cumbre del Mont Blanc con la parte superior del glaciar de Bossons y las rocas negras de Grands Mulets. Ésta es la primera ruta seguida para alcanzar la cima en 1786, conocida como de Grands Mulets.

Se pueden encontrar más de cien vías para llegar hasta la cima, pero las «vías habituales» y las más utilizadas son estas:
- La vía normal, vía de Cristalliers, o «vía Real». Comienza en el pueblo de Saint-Gervais-les-Bains, donde se coge el TMB (Tranvía del Mont-Blanc) hasta Nid d'Aigle.[83] La ascensión comienza desde allí en dirección al refugio de Tête Rousse y después pasa por el peligroso pasillo de Goûter, donde la caída de piedras son frecuentes, hasta llegar al refugio de Goûter donde se pasa la noche. Habitualmente se comienza a andar a las dos de la mañana, pasando por el Dôme du Goûter y el refugio Vallot. Es la ruta más frecuente.
- La vía de los tres Mont Blanc, o «la Travesía». Comienza en Chamonix-Mont-Blanc, se sube en el teleférico de Aiguille du Midi y se desciende en dirección al col du Midi para llegar al refugio de Cosmiques para pasar la noche. Al día siguiente la ascensión pasa por el Mont Blanc du Tacul y después por el monte Maldito.
- El itinerario histórico por Grands Mulets, es utilizado sobre todo en invierno en esquí, para descender a Chamonix-Mont-Blanc. Actualmente es poco frecuentado debido a su peligrosidad por los derrumbamientos de seracs.
- La vía normal italiana, o ruta de Aiguilles Grises. Después de atravesar el glaciar de Miage, se pasa la noche en el refugio de Gonella. Al día siguiente se pasa el Col des Aiguilles Grises para llegar después a Dôme du Goûter.
- La travesía Miage–Bionnassay–Mont Blanc. Se hace generalmente en tres días saliendo desde Les Contamines-Montjoie y pasando la noche en el refugio de Conscrits. Al día siguiente se atraviesa Dômes de Miage para llegar hasta el refugio Durier. El tercer día se realiza la ascensión de Aiguille de Bionnassay y se pasa hasta el Dôme du Goûter. Es un itinerario largo y técnico, pero muy salvaje.
- La travesía de la espina de Peuterey. Se pasa por Grand Pilier de Angle y por Aiguille Blanche de Peuterey para llegar al refugio Monzino. Es una de las rutas más difíciles para acceder a la cima.

#### Preparación

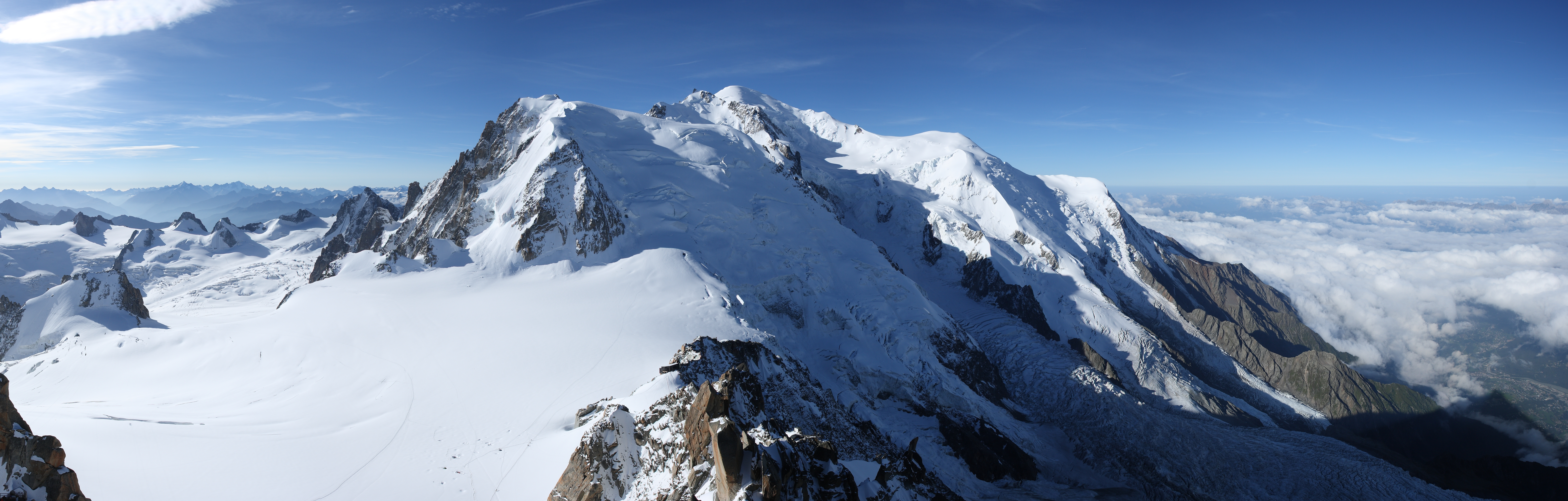
Vista del Mont Blanc desde Aiguille du Midi.

Actualmente el Mont Blanc acoge a miles de alpinistas al año (alcanzan la cima entre 2000 y 3000 m), y está considerada falsamente como una ascensión larga, pero fácil por poco que se esté acostumbrado a la altitud. Esta impresión está reforzada por el hecho de que desde Aiguille du Midi y con buen tiempo, el Mont Blanc aparece como una colina de solo 1000 m más.
Sin embargo, cada año el macizo cobra numerosas víctimas, entre cinco y siete al año solo por la vía Real. Es una ascensión que requiere de un mínimo de conocimientos de alta montaña y que no debe ser realizada sin un guía (o por lo menos por una persona competente), ni sin un equipo adecuado, ya que es una ascensión larga que tiene varios tramos peligrosos, como el comienzo del ascenso a Goûter con caídas de piedras.
Pruebas de esta dificultad son las ciento veinte intervenciones que ha realizado en 2006 el Pelotón de Gendarmería de Alta Montaña (PGHM). El 80 % de estas intervenciones fueron por agotamiento y el 30 % presentaban heridas. El índice de éxito sin un profesional es solo del 33 % y de un 50 % con él. La ascensión requiere por lo menos una preparación de fondo de unos tres meses, el uso de crampones, piolet, progresión con cuerdas y aclimatación en altitud.

### Túnel del Mont Blanc
Bajo el Mont Blanc, hay un túnel de 11.6 km de longitud de carretera que une Courmayeur con Chamonix-Mont-Blanc, o lo que es lo mismo Francia con Italia. La construcción se realizó conjuntamente entre los dos países y comenzó en 1959, terminando seis años después. Es una galería única con dos sentidos de circulación y constituye una de las mayores vías de transporte transalpino. La parte más larga está en territorio francés, 7640 m en comparación con los 3960 m de la parte italiana. El suelo del túnel no es horizontal, es de forma cóncava para facilitar el flujo del agua. Fue inaugurado el 19 de julio de 1965 y su gestión está dividida entre dos sociedades, la italiana SITMB (Società italiana per il Traforo del Monte Bianco), creada el 1 de septiembre de 1957 y la francesa ATMB (Autoroutes et tunnels du Mont-Blanc), creada el 30 de abril de 1958. De 1965 a 2004 han transitado por él unos 45 millones de vehículos, con una media al día de 17 745.
El 24 de marzo de 1999 un camión se incendió en el interior del túnel y causó una de las tragedias automovilísticas más grandes de Europa. El material combustible presente en el vehículo y amplificado por el efecto horno del túnel creó en poco tiempo un incendio de grandes proporciones. Los bomberos tardaron 53 horas en sofocar el fuego y fallecieron 39 personas carbonizadas. Tras el proceso penal, que terminó en 2007, condenaron a doce personas, además de pagar unos 34 millones de euros para los familiares de las víctimas. El túnel estuvo cerrado tres años durante los que se han realizado importantes mejoras estructurales y reglamentarias para su seguridad, y se ha construido una vía de evacuación para los pasajeros debajo de la calzada.

### Teleférico del Mont Blanc

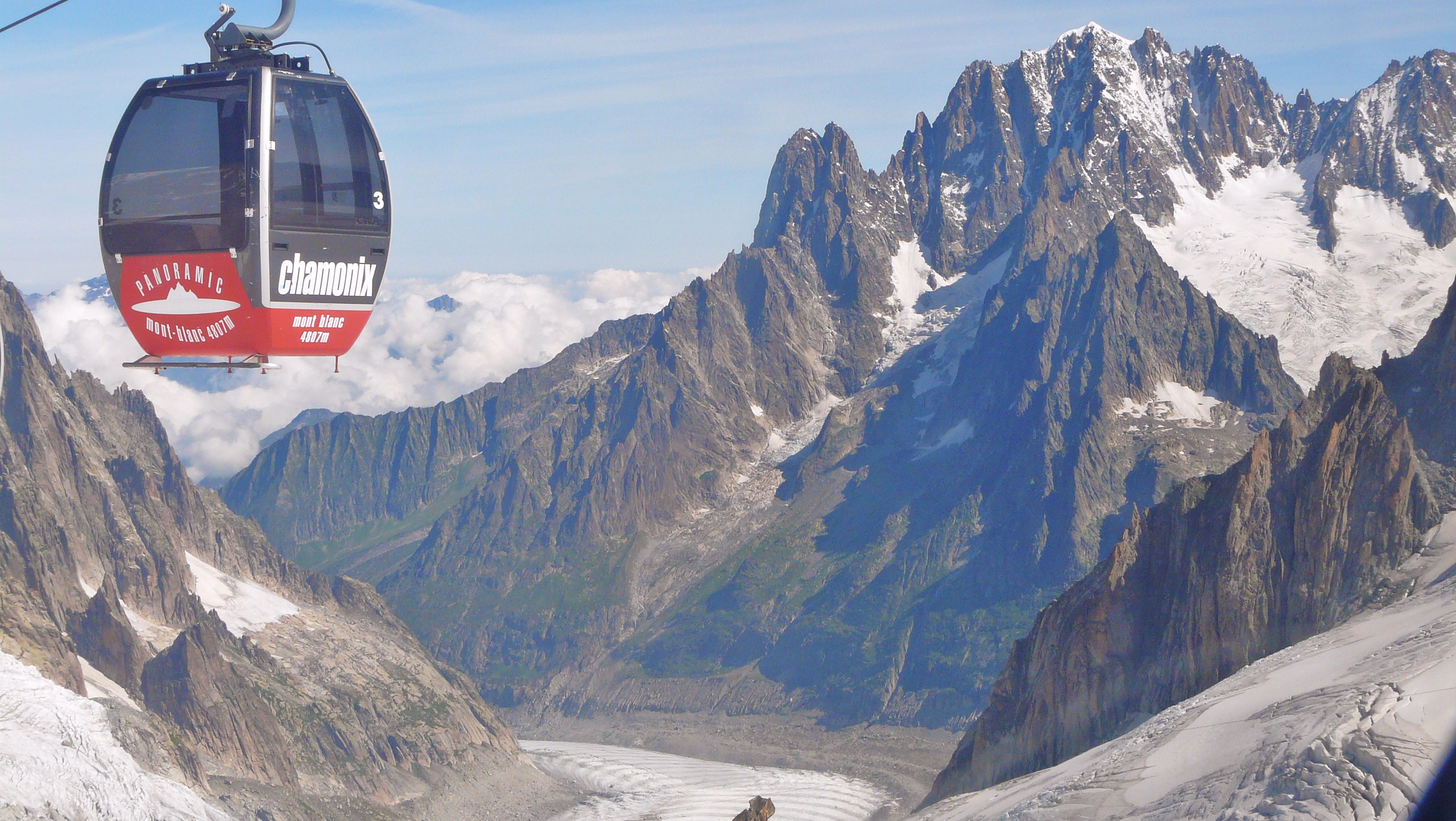
Telecabinas del teleférico del Mont Blanc entre Aiguille du Midi y Punta Helbronner, con el glaciar valle Blanche en segundo plano.

El teleférico del Mont Blanc permite enlazar en poco menos de una hora Courmayeur, en Italia, con Chamonix-Mont-Blanc, en Francia. El teleférico actual es el resultado de iniciativas tanto francesas como italianas, que arrancaron en 1905 cuando dos ingenieros suizos, Feldmann y Srub, pensaron unir la aldea de Les Pèlerins, en la ladera francesa, con la cumbre de Aiguille du Midi combinando un funicular con tramos de cabinas cableadas. La Compagnie Française des Funiculaires retomó el proyecto, y en 1924 y 1927 se inauguraron los dos primeros tramos de lo que era entonces el funicular más alto del mundo.
En el lado italiano se empezaron a construir en los años 1940 unas telecabinas que unían Courmayeur con el refugio Torino, a 3300 m de altitud. Sin embargo, la Segunda Guerra Mundial paralizó el avance del proyecto que fue finalmente inaugurado en 1948. En 1951 la compañía francesa inauguró un nuevo teleférico que enlazaba Chamonix con Aiguille du Midi, sustituyendo al viejo funicular. Se decidió entonces llevar a cabo un proyecto del conde italiano Lora Totino (quien ya había tenido la idea de unir el versante italiano del monte Cervino con el centro turístico suizo de Zermatt en varios tramos) para unir los teleféricos italianos y franceses existentes, pasando por encima de 5 km de glaciares. La obra fue realizada conjuntamente por Francia e Italia y el tramo de los glaciares supuso una proeza técnica para la época. El teleférico se inauguró en 1958.
Saliendo de Courmayeur, el primer tramo llega hasta «Pavillon di Monte Frety» a 2178 m y salva un desnivel de 808 m; el siguiente tramo llega hasta el refugio Torino a 3329 m (casi dos mil metros en once minutos); sigue hasta «Punta Helbronner» a 3452 m, donde salva un desnivel de 131 m; después sube hasta Aiguille du Midi, el punto más alto, que se encuentra a 3842 m, y se desciende hasta «Plan de L'Aiguille», a 2137 m, para arribar después a Chamonix que está a una altitud de 1035 m.

### Refugios de alta montaña

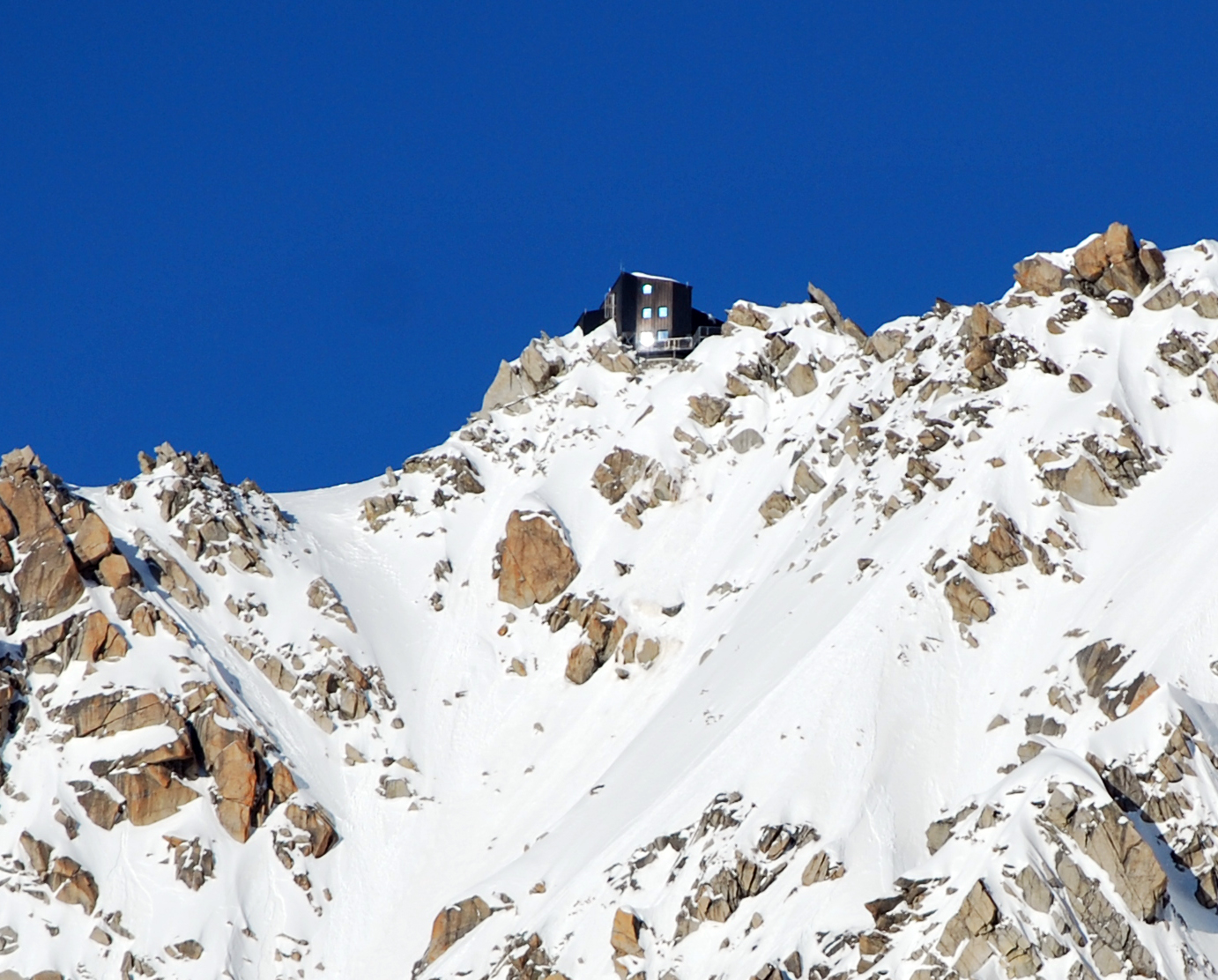
El refugio de Cosmiques, visto desde los Grands Mulets.

Si el Mont Blanc ha sido preservado de edificaciones, la necesidad de resguardar a los alpinistas ha hecho que varios refugios de alta montaña hayan sido construidos, algunos desde el siglo XIX, en sus laderas o en las proximidades, sobre las rutas de acceso a la cima. Los más importantes son:
- Refugio Vallot, 4365 m.
- Refugio de Goûter, 3817 m.
- Refugio de Grands Mulets, 3051 m.
- Refugio Francesco Gonella, 3071 m.
- Refugio de Cosmiques, 3613 m.
- Bivacco Corrado Alberico — Luigi Borgna alla Fourche, 3684 m.

## Protección del Mont Blanc

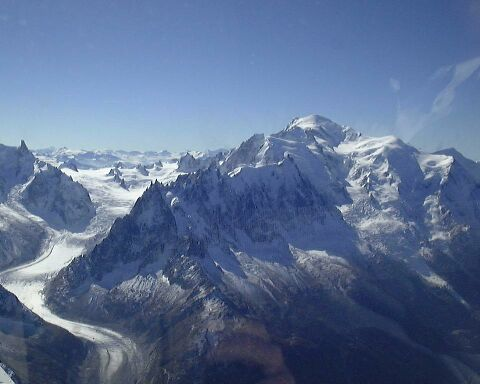
Macizo del Mont Blanc con, de izquierda a derecha, el pico Dent du Géant, el glaciar Mer de Glace, la cadena de las Aiguilles de Chamonix, el Mont Blanc, el Dôme du Goûter y el pico Aiguille du Goûter. La fotografía fue tomada desde una avioneta sobrevolando el valle de Chamonix, a 4000 m de altitud.

Desde la década de 1980 se están intentando establecer programas transfronterizos para compatibilizar las actividades humanas con la conservación del macizo del Mont Blanc, y para armonizar las medidas adoptadas en los tres países que lo comparten, Francia, Italia y Suiza. El proceso ha sido complejo y lento, por el gran número de instituciones implicadas, tanto locales como nacionales. En 1991 los tres países crearon la Conférence Transfrontalière Mont-Blanc (CTMB) (Conferencia Transfronteriza Mont-Blanc), que publicó en 2005 un programa conjunto, Schéma pour un Développement Durable (Esquema para un Desarrollo Duradero). Este estudio contempla la gestión y protección de un amplio espacio transfronterizo alrededor del Mont Blanc, cuya puesta en práctica se realiza mediante el organismo Espace Mont Blanc, en el que participan treinta y cinco municipios de los tres países y una serie de instituciones locales y regionales. En 1991 varias asociaciones de defensa del medioambiente de Francia, Italia y Suiza fundaron la Asociación Pro Mont-Blanc con el fin de realizar una labor más ágil y práctica, y actuar como contrapeso de Espace Mont Blanc, cuya lentitud de actuación está siendo criticada.
En 2000 el macizo del Mont Blanc fue propuesto por Francia para ser inscrito en la lista del Patrimonio de la humanidad de la Unesco por ser un «sitio excepcional y único en el mundo» y un «lugar cultural, de nacimiento y símbolo del alpinismo». Sin embargo, al principio el proyecto no pudo prosperar porque no lo compartían los tres gobiernos, el francés, el suizo y el italiano, dado que Suiza e Italia prefirieron apoyar la candidatura de otros macizos alpinos de ámbito puramente nacional. Finalmente, en enero de 2008, una candidatura tripartita ha podido ser presentada conjuntamente, cuya resolución está en fase de valoración por la Unesco.
Es uno de los sitios turísticos más visitados del planeta y por este hecho peligra. La asociación Pro-Mont Blanc editó en 2002 el libro Le versant noir du mont Blanc (La ladera negra del Mont-Blanc), que expone los problemas actuales y futuros que deben solucionarse para conservarlo.
En verano se realizan entre 300 a 400 salidas al día. Más o menos entre 25 000 y 30 000 personas accedieron al Mont Blanc en 2005, según el Consejo Nacional de alta montaña celebrado en Sallanches, a finales de agosto de 2006. Con la apertura de nuevos mercados como Rusia, China, o la India, en un futuro podrían ascender a 50 000 o 100 000 personas. Estas perspectivas son un problema para los defensores del Mont Blanc y para los responsables políticos del valle, que ya en el verano de 2003 fueron retiradas varias toneladas de desperdicios y residuos dejados por los alpinistas en el Dôme du Goûter.
En 2007, Jean-Marc Peillex, el alcalde de Saint-Gervais-les-Bains, anunció la instalación de dos baños (letrinas secas-composteras) a 4360 m, para mantener limpias las nieves de la cumbre. Además, propuso en 2006 el establecimiento de un permiso de ascensión que estaría limitado, dependiendo de las plazas disponibles en los refugios de montaña, con la finalidad de acabar con la masificación que satura este espacio natural, y solucionar el problema del campin que está prohibido y que aun así se realiza. Christophe Profit, un famoso alpinista, ha pedido incluso la supresión de los refugios, ya que según dice hay tiendas de campaña porque tienen un refugio en las cercanías. Sin embargo, la propuesta ha levantado una fuerte polémica. Las asociaciones de guías de Chamonix y de Saint-Gervais-les-Bains, los alpinistas de la asociación internacional Mountain Wilderness, así como varios alpinistas franceses de renombre están en contra de la idea de imponer un permiso porque restaría libertad en un espacio natural que es de todos. Según el presidente de los guías de Saint-Gervais, «la montaña debe ser libre y que cada uno pueda acceder a las cumbres sin permisos, pero con una buena preparación, información y bajo supervisión de guías».

## Cultura

### Cine y televisión

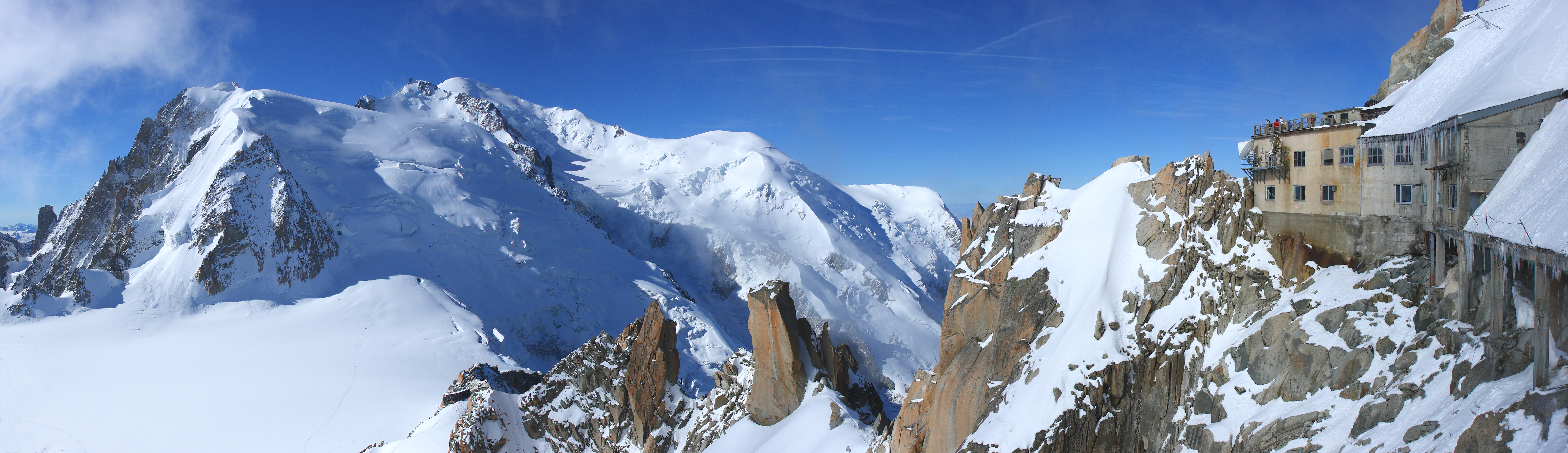
Mont Blanc visto desde la plataforma de Rébuffat, en la Aiguille du Midi.

- La Roue (1923) es una película de 273 minutos de Abel Gance sobre las familias y trabajadores del sureste de Francia, incluyendo el área del Mont Blanc.[99]
- Stürme über dem Mont Blanc (1930) con Leni Riefenstahl como actriz y Arnold Fanck como director, trata sobre Hannes, un científico del observatorio del Mont Blanc que no tiene apenas contacto con el exterior.[100]
- La película Premier de cordée (1943) trata sobre Pierre Servettaz, un joven aspirante a guía de montaña.[101] Está basada en la novela homónima del explorador Roger Frison-Roche.
- The Mountain (1956) es una película de Edward Dmytryk protagonizada por Spencer Tracy y Robert Wagner.[102]
- La Terre, son visage (1984) es un documental de Jean-Luc Prévost publicado por la Sociedad de edición nacional de la televisión francesa. Es una parte de la serie Haroun Tazieff raconte sa terre, vol. 1.[103]
- Premier de cordée (1998) es una película televisiva francesa de dos episodios de 90 minutos y trata sobre un drama en Chamonix-Mont-Blanc en los años 30.
- La película Malabar Princess (2004) se rodó al pie del Mont Blanc y trata sobre la búsqueda de un niño de ocho años llamado Tom de su madre desaparecida.[104]

### Literatura

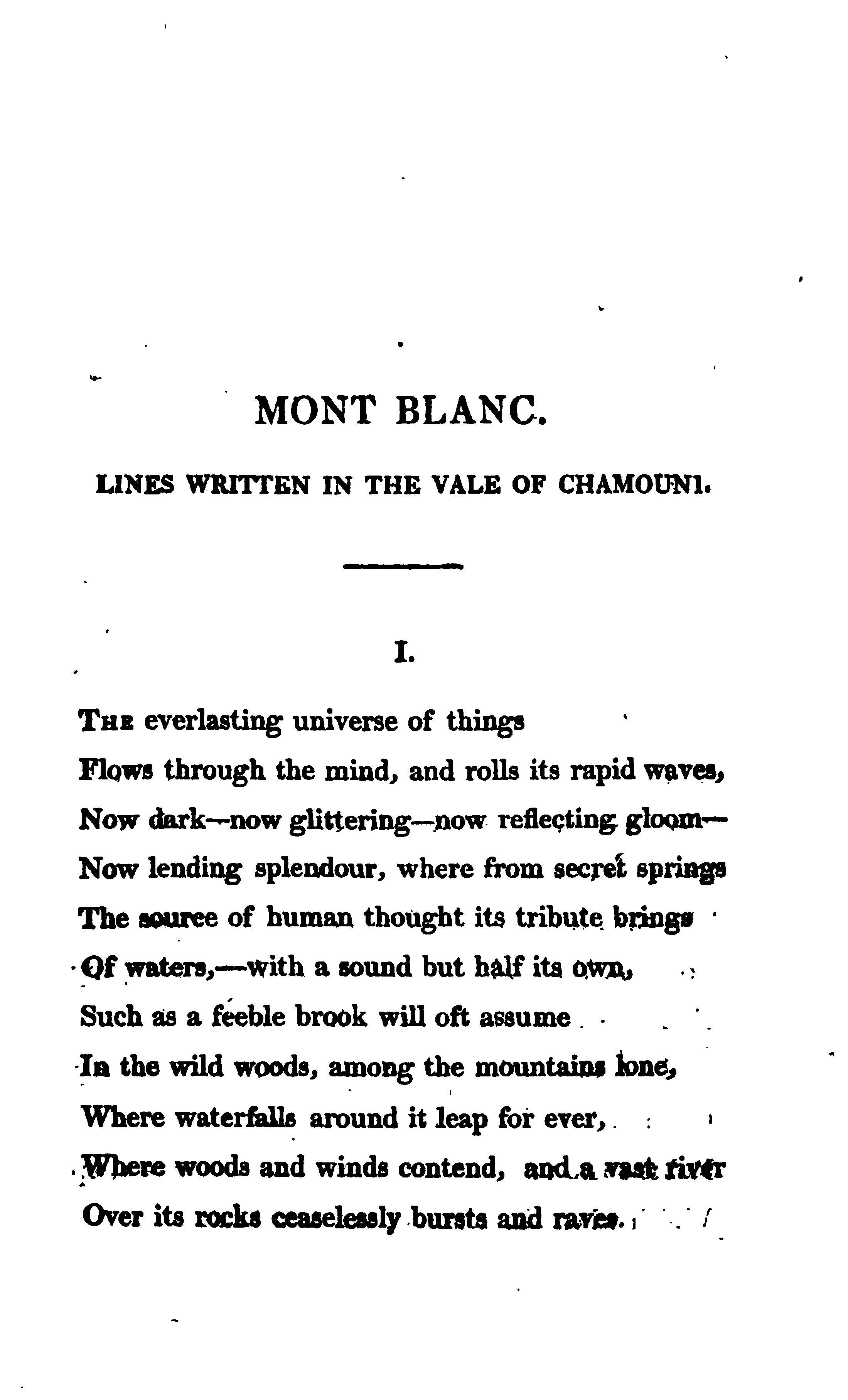
Primera página del poema Mont Blanc, de Percy Bysshe Shelley (1817).

- Historia de una excursión de seis semanas, de Percy Bysshe Shelley y Mary Shelley.
- Kordian, de Juliusz Słowacki (1809-1849).
- La Légende des siècles (1877), de Victor Hugo (1802-1885).[105]
- Tartarin sur les Alpes (1885), de Alphonse Daudet (1810-1897).
- Quarantième ascension française au Mont-Blanc, de Jules Verne (1828-1905).
- Premier de cordée, de Roger Frison-Roche (1906-1999).
- Hugo et le Mont Blanc, de Colette Cosnie.
- Hymn Before Sunrise, in the Vale of Chamouni, de Samuel Taylor Coleridge.
- Frankenstein o el moderno Prometeo, de Mary Shelley.
- Point Blanc, de Anthony Horowitz.
- The Prelude Book VI, de William Wordsworth.
- Remember Me?, de Sophie Kinsella.
- La Littérature alpine, de Claire-Éliane Engel (1903-1976).
- Freney 1961, la gran tragedia del Mont Blanc, de Marco A. Ferrari.
- La voie Jackson[106] (La ruta Jackson) novela de Gérard Herzog; Ed. Arthaud, París, 1976; Con edición en castellano, bajo el título Hacia la cumbre: Emecé, Buenos Aires, 1978.

### La marca Mont Blanc
En 1906 y durante un tiempo, un grupo de personas comienzan a crear plumas estilográficas, hasta que en 1913 se crea la empresa alemana Montblanc International GmbH, que actualmente también fabrican bolígrafos, relojes de pulsera, joyas, artículos de piel, gafas y perfumes. En 1913 el símbolo, que hasta entonces era un punto blanco, cambió para mostrar una estrella blanca con seis brazos que representa la cumbre más alta de Europa y que simboliza el compromiso de la empresa con la más alta calidad.
Otra empresa que utiliza el mismo nombre es la lechería Mont Blanc, que fabrica cremas de postre.

## Lectura adicional
- de Saussure, Horace-Bénédict (1779-96). Voyages dans les Alpes.
- de Saussure, Horace-Bénédict (2005). Premières ascensions au Mont-Blanc 1774-1787. La Découverte. ISBN 2707147036.
- de Saussure, Horace-Bénédict (1787). Relation abrégée d'un voyage à la Cime du Mont-Blanc: en août 1787. Barde & Manget Genf.
- Ardito, Stefano (1985). Intorno al Monte Bianco. Zanichelli.
- Rébuffat, Gaston (1987). Mont-Blanc, jardin féerique : historique des ascensions du Mont-Blanc. Denoël. ISBN 2207233960.
- Ceruti, Augusta Vittoria (1988). Cartographie et frontières des Alpes Occidentales. Musumeci.
- Bonatti, Walter (1988). Magia del Monte Bianco. Appiano Gentile Baldini.
- Joutard, Philippe (1993). L'invenzione del Monte Bianco. Einaudi.
- Cosson, Lorenzino (1995). I colori del Monte Bianco. Museo Montagna.
- Ostellino, Ippolito (1996). I giardini botanici delle Alpi Occidentali. L'Arciere.
- Bocca, Massimo; Ivana Grimond, Luciano Ramires (1996). Fauna delle Alpi. Musumeci.
- Ratto, Luciano (1997/99). Michel Gabriel Paccard, un “quasi torinese” per primo sulla vetta del Bianco. Scàndere de la sección de Turín del C.A.I.
- Frison-Roche, Roger; Mario Colonel (2000). Mont Blanc éternel. Arthaud. ISBN 2700312996.
- Guidici, Nicola (2000). La philosophie du mont Blanc. Grasset.
- Bressand, Béatrice; Mario Colonel (2001). L'ABCdaire du mont Blanc. Flammarion. ISBN 2080127284.
- Guichonnet, Paul; Philippe Joutard, Marie-Christine Vellozi, Marie-Thérèse Vercken, Hugues Lebailly (2002). Mont-blanc : conquête de l'imaginaire. La Fontaine De Siloe. ISBN 284206206X.
- Duret, Daniel (2003). Mont-Blanc. Éditions de Faucompret. ISBN 2906922501.
- Damilano, François (2004). Mont Blanc 4808 m : 5 Voies pour le sommet. JMEditions. ISBN 2952188106.
- Tomei, Sylvie (2004). Mont Blanc Blues. Glénat. ISBN 2723447626.
- Zavatta, Luca; Carlo Coronati (2004). Le valli del Monte Bianco e il tour du Mont Blanc. L'Escursionista. ISBN 8890193794.
- Ballu, Yves (2005). Le Mont-Blanc : Temple de l'alpinisme. Dauphiné Libéré. ISBN 2911739876.
- de L'Harpe, Alain (2005). L'espace Mont-Blanc en question. L'Harmattan. ISBN 274759744X.
- Ardito, Stefano (2006). Mont Blanc, discovery and conquest of a giant of the Alps (en inglés). White Star. ISBN 8854401528.
- Baumont, Stéphane (2006). Le goût du mont Blanc. Mercure de France. ISBN 2715224982.
- Fournier, André (2006). Panoramas du Mont-Blanc. La Fontaine De Siloe. ISBN 2842062205.
- Sherwill, Markham (2006). Lettres du Mont-Blanc : Récit d'une ascension du sommet les 25, 26 et 27 août 1825. Guérin. ISBN 2911755820.
- Ruggieri, Luciano (2006). Gli Uccelli del Monte Bianco. Birdguide.